# Lijst van Parijzenaars
Dit is een lijst van Parijzenaren, bekende personen die in de Franse hoofdstad Parijs zijn geboren of woonachtig zijn (geweest).

## A

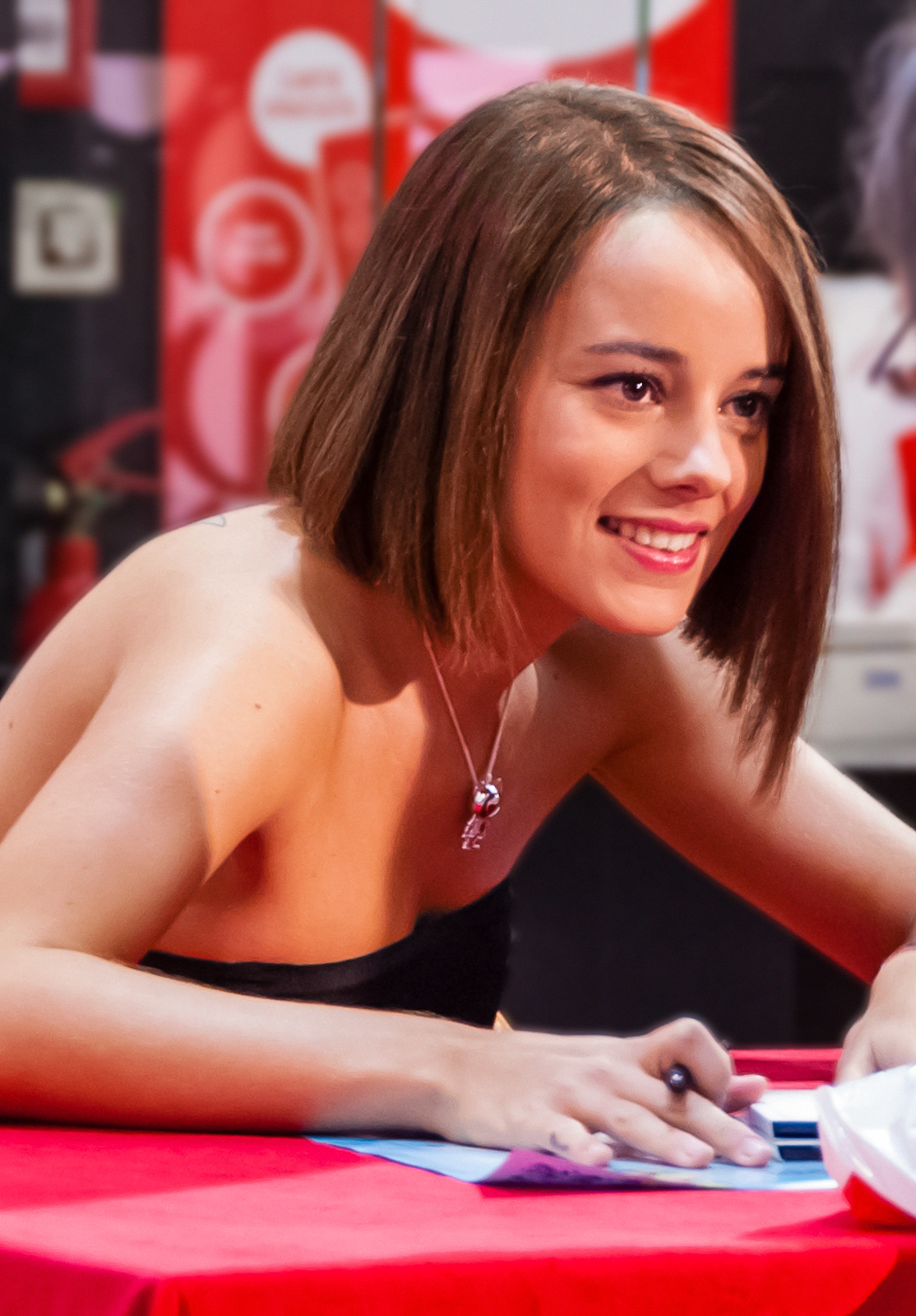
Zangeres Alizee (1984)

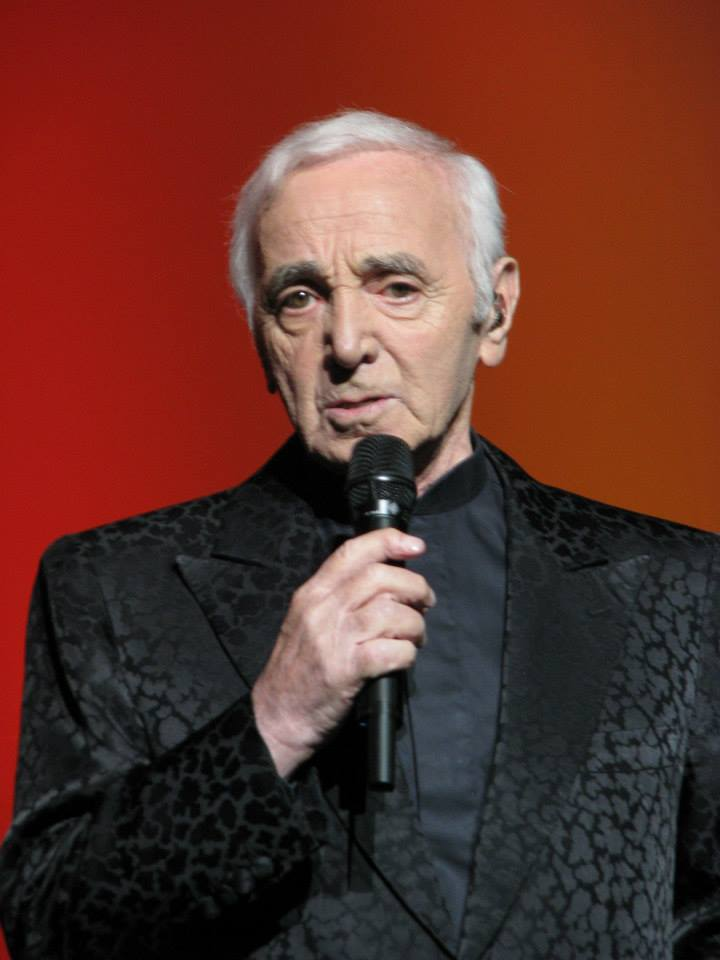
Zanger Charles Aznavour (1924-2018)

- Paul Abadie (1812-1884), architect en restaurateur
- Kev Adams (1991), stand-upcomedian
- Isabelle Adjani (1955), actrice
- Alexandre Adler (1950-2023), journalist, historicus en politicoloog
- Makan Aïko (2001), Frans-Ivoriaans voetballer
- Gustave Aimard (1818-1883), schrijver van avonturenboeken
- Anouk Aimée (1932-2024), actrice
- Alexandre Aja (1978), filmregisseur en scenarioschrijver
- Henri Alekan (1909-2001), cameraman
- Jean Le Rond d'Alembert (1717-1783), filosoof, wiskundige en natuurkundige, samen met Diderot auteur van L'Encyclopédie
- Alizée (1984), zangeres
- Charles-Valentin Alkan (1813-1888), componist en pianovirtuoos
- Maurice Allais (1911-2010), econoom en Nobelprijswinnaar (1988)
- Sophie Gengembre Anderson (1823-1903), Brits kunstschilderes
- Ellen Andrée (1856-1933), actrice en schildersmodel
- Anémone (1950-2019), actrice
- Annabella (1907-1996), actrice
- Alphonse Aréola (1993), Frans-Filipijnse voetballer (doelman)
- François Arnaud (1721-1784), priester-journalist
- Antoine Arnauld (1612-1694), rooms-katholiek theoloog, filosoof en wiskundige
- Raymond Aron (1905-1983), journalist, filosoof en socioloog
- Yann Arthus-Bertrand (1946), fotograaf, journalist en ecoloog
- Olivier Assayas (1955), filmregisseur
- Emmanuel d’Astier de la Vigerie (1900-1969), aristocraat, schrijver, journalist, verzetsstrijder en politicus
- Alexandre Astruc (1923-2016), filmregisseur
- Féodor Atkine (1948), acteur
- Henri Attal (1936-2003), acteur
- Max Aub (1903-1972), Spaanse schrijver en criticus
- Cécile Aubry (1928-2010), actrice, schrijfster en regisseur
- Martine Aubry (1950), politica
- Jacques Audiard (1952), scenarist en filmregisseur
- Michel Audiard  (1920-1985), scenarist, filmregisseur, schrijver en journalist
- Claudine Auger (1941-2019), actrice
- Jéssica Augusto (1981), Portugees atlete
- Jean-Pierre Aumont (1911-2001), acteur
- Michel Aumont (1936-2019), acteur
- Manon Azem (1990), actrice
- Sabine Azéma (1949), actrice
- Charles Aznavour (1924-2018), zanger

## B

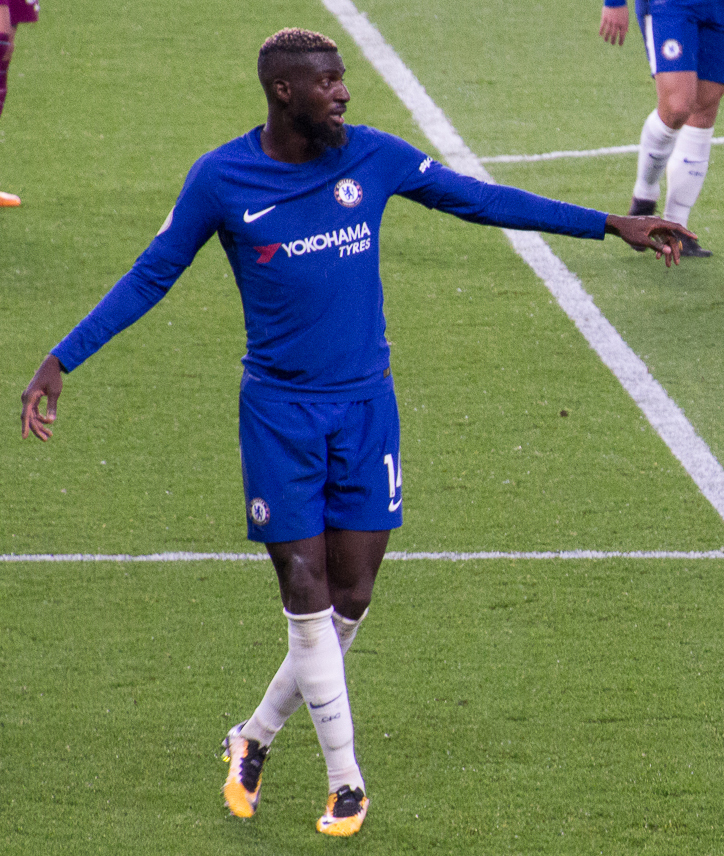
Voetballer Tiemoué Bakayoko (1994)

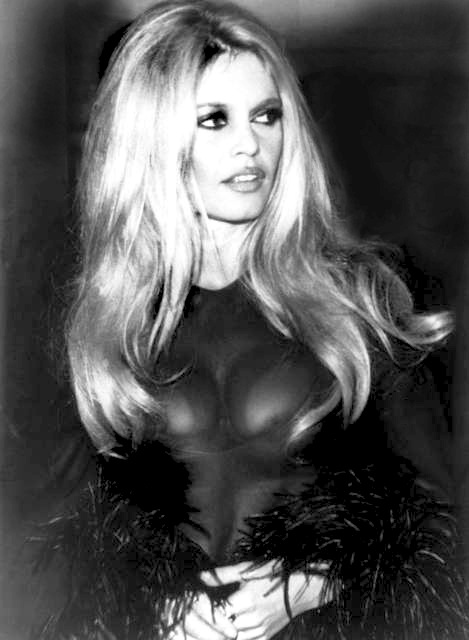
Actrice Brigitte Bardot (1934)

Filosoof Henri Bergson (1859-1941)

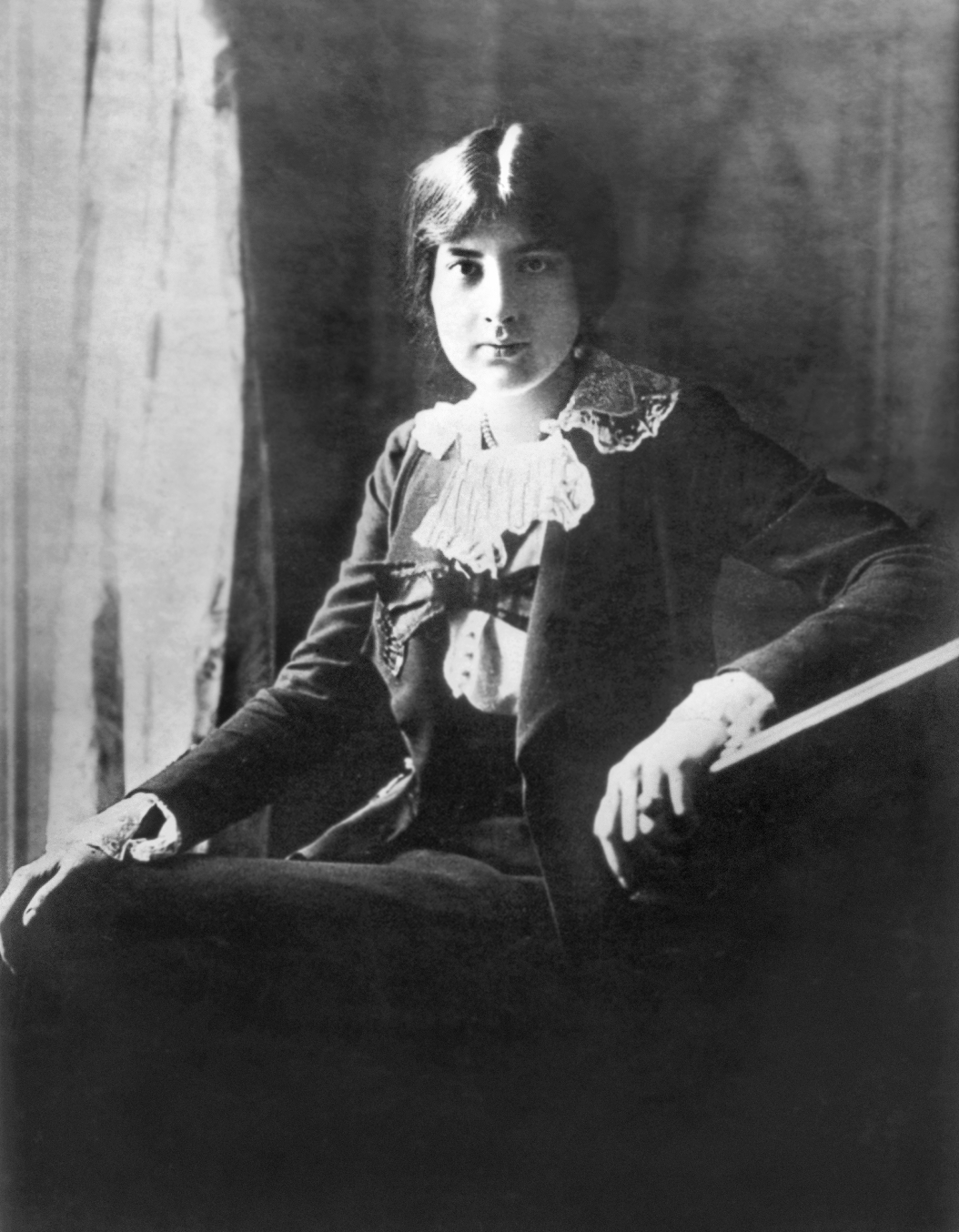
Componiste Lili Boulanger (1893-1918)

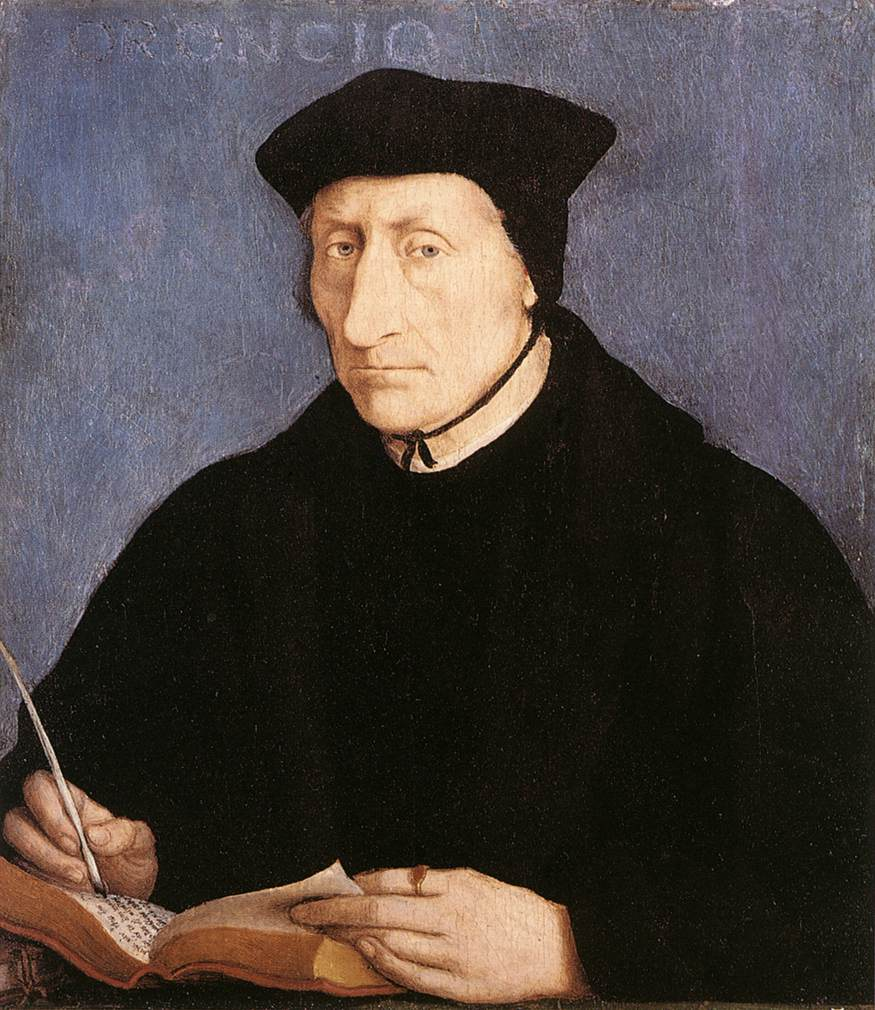
Geleerde Guillaume Budé (1468-1540)

- Pierre Bachelet (1944-2005), televisieproducent en zanger
- Wally Badarou (1955), muzikant van Beninese afkomst
- Robert Badinter (1928-2024), advocaat, professor, essayist en politicus
- Jean Sylvain Bailly (1736-1793), astronoom en politicus
- Dagui Bakari (1974), Frans-Ivoriaans voetballer
- Victor Baltard (1805-1874), architect
- Tiemoué Bakayoko (1994), voetballer
- Axel Mohamed Bakayoko (1998), voetballer
- Josiane Balasko (1950), actrice, filmregisseur, scenariste en schrijfster
- Richard Balducci (1929-2015), scenarioschrijver, filmregisseur en schrijver
- Jeanne Balibar (1968), actrice, filmregisseur en zangeres
- Balthus (1908-2001), kunstschilder
- Honoré de Balzac (1799-1850), schrijver
- Yacine Bammou (1991), Marokkaans voetballer
- Barbara Bansi (1777-1863), Zwitserse kunstschilderes
- Thomas Bangalter (1975), mede-oprichter van Daft Punk
- Barbara (1930-1997), zangeres
- Didier Barbelivien (1954), zanger en liedjesschrijver
- Brigitte Bardot (1934), actrice
- Eddie Barclay (1921-2005), muziekproducent
- Jean-Pierre Barda (1967), Zweeds zanger, acteur, kapper en make-up artiest (Army of Lovers)
- Andrea Barlesi (1991), Belgisch-Italiaans autocoureur
- Pierre Barouh (1934-2016), singer-songwriter, acteur en producent
- Françoise Barré-Sinoussi (1947), virologe en Nobelprijswinnares (2008)
- Alain Bashung (1947-2009), zanger
- Michel Bataille (1926-2008), schrijver
- Sylvia Bataille (1908-1993), actrice
- Charles Baudelaire (1821-1867), dichter
- Dominique Baudis (1947-2014), journalist, schrijver en politicus
- Harry Baur (1880-1943), acteur
- Jean Bazaine (1904-2001), schilder, graficus en publicist
- Roger Beaufrand (1908-2007), wielrenner
- Hortense de Beauharnais (1783-1837), koningin van het Koninkrijk Holland
- Michel Beaune (1933-1990), acteur
- Simone de Beauvoir (1908-1986), schrijfster, filosofe en feministe
- Jacques Becker (1906-1960), filmregisseur
- Jean Becker (1933), filmregisseur
- Henri Becquerel (1852-1908), natuurkundige en Nobelprijswinnaar (1903)
- Ramzy Bedia (1972), Frans-Algerijns acteur, scenarioschrijver en filmregisseur
- Yolande Beekman (1911-1944), Nederlandse-Zwitsers verzetsstrijder
- Jean-Jacques Beineix (1946), filmregisseur
- Armel Bella-Kotchap (2001), Duits voetballer
- Paul Bellot (1876-1944), monnik en architect
- Alba Gaïa Kraghede Bellugi (1995), actrice
- Jean-Pierre Beltoise (1937-2015), motor- en autocoureur
- Julien Benda (1867-1956), filosoof, romancier en criticus
- Jean-Joseph Benjamin-Constant (1845-1902), kunstschilder, muurschilder en etser
- Juliette Benzoni (1920-2016), schrijfster
- Emmanuelle Bercot (1967), actrice, filmregisseur en scenarioschrijfster
- Marcel Berger (1927-2016), wiskundige
- Henri Bergson (1859-1941), filosoof en Nobelprijswinnaar (1927)
- François Berléand (1952), acteur
- Hector Berlioz (1803-1869), componist
- Georges Bernanos (1888-1948), schrijver
- Pierre Bernard (1942), grafisch kunstenaar
- Raymond Bernard (1891-1977), filmregisseur
- Antoine Bernede (1999), voetballer
- Sarah Bernhardt (1844-1923), actrice van Nederlandse afkomst
- Emmanuèle Bernheim (1955-2017), schrijfster
- Georges Berr (1867-1942), acteur, toneelschrijver, scenarioschrijver en regisseur
- Claude Berri (1934-2009), filmregisseur
- Richard Berry (1950), acteur en filmregisseur
- Marcellin Berthelot (1827-1907), scheikundige en politicus
- Françoise Bertin (1925-2014), actrice
- Roland Bertin (1930), acteur
- Jean-Louis Bertucelli (1942-2014), filmregisseur
- Luc Besson (1959), filmregisseur en filmproducent
- Hubert Beuve-Méry (1902-1989), journalist, stichter van Le Monde
- Jonathan Biabiany (1988), voetballer
- Valtesse de La Bigne (1848-1910), courtisane
- François Billetdoux (1927-1991), toneelauteur
- Laurent Binet (1972), schrijver
- Juliette Binoche (1964), actrice
- Georges Bizet (1838-1875), componist
- Black M (1984), zanger
- Gérard Blain (1930-2000), acteur, scenarist en filmregisseur
- Francis Blanche (1921-1974), acteur, tekstschrijver en humorist
- Jacques-Emile Blanche (1861-1942), kunstschilder
- Antoine Blondin (1922-1991), schrijver
- Léon Blum (1872-1950), politicus
- Pierre de Boisdeffre (1926-2002), diplomaat, schrijver en criticus
- Yves Boisset (1939-2025), film- en televisieregisseur
- Janine Boissard (1932), schrijfster
- Pierre Bokma (1955), Nederlands acteur
- Christian Boltanski (1944-2021), beeldend kunstenaar, fotograaf en filmmaker
- Julie de Bona (1980), actrice
- Karel Lucien Bonaparte (1803-1857), ornitholoog en politicus
- Napoleon II Bonaparte (1811-1832), keizer der Fransen (1815)
- Napoleon III Bonaparte (1808-1873), keizer der Fransen (1852-1870)
- Marius Borgeaud (1861-1924), kunstschilder
- Élisabeth Borne (1961), politica; premier sinds 2022
- Louis-Augustin Bosc d'Antic (1759-1828), natuurhistoricus en hoogleraar
- Édouard Boubat (1923-1999), fotograaf en fotojournalist
- Rachid Bouchareb (1953), Frans filmregisseur van Algerijnse afkomst
- François Boucher (1703-1770), kunstschilder
- Jacques Boudet (1935-2024), acteur
- Sofiane Boufal (1993), Marokkaans voetballer
- Louis Antoine de Bougainville (1729-1811), ontdekkingsreiziger
- Lili Boulanger (1893-1918), componiste
- Nadia Boulanger (1887-1979), dirigente, organiste, lerares compositie en componiste
- André-Charles Boulle (1642-1732), meubelmaker (marqueterie)
- Étienne-Louis Boullée (1728-1799), architect, theoreticus en onderwijzer
- Michel Bouquet (1925-2022), acteur
- Anne van Bourbon-Parma (1923-2016), Frans prinses, koningin van Roemenië
- Lodewijk II van Bourbon-Condé (1621-1686), prins van Condé, veldheer en militair genie
- Louise Marie Adélaïde van Bourbon (1753–1821), moeder van de laatste Franse koning, Lodewijk Filips I
- Mathilde Bourdieu (1999), voetbalster
- Léon Bourgeois (1851-1925), jurist, politicus en Nobelprijswinnaar (1920)
- Louise Bourgeois (1911-2010), Frans-Amerikaans kunstenares en beeldhouwster
- Jeanne Bourin (1922-2003), schrijfster
- Pierre Bruno Bourla (1783-1866), architect, stadsbouwmeester en bestuurder van de havenwerken van Antwerpen
- Camille Bourniquel (1918-2013), schrijver en dichter
- Laurent Boutonnat (1961), musicus, componist en regisseur
- Emmanuel Bove (1898-1945), romanschrijver van joodse afkomst
- Jacqueline Boyer (1941), zangeres
- Olympe Bradna (1920-2012), Frans-Amerikaans danseres en actrice
- Maria Amalia van Bragança (1831-1853), prinses van Brazilië
- Yacine Brahimi (1990), Algerijns voetballer
- Pierre Brasseur (1905-1972), acteur
- Pierre Braunberger (1905-1990), filmproducer
- Zabou Breitman (1959), actrice en film- en toneelregisseur
- Jean-Baptiste Bréval (1752-1823), violoncellist en componist
- Françoise Brion (1933), actrice
- Jean-Claude Brisseau (1944), voormalig leraar Frans, en filmregisseur
- Pierre-Nicolas Brisset (1810-1890), kunstschilder
- Philippe de Broca (1933-2004), filmregisseur
- Lizzie Brocheré (1985), actrice
- Hans van den Broek (1936-2025), Nederlands politicus
- Kévin Bru (1988), Mauritiaans voetballer
- Jean Bruce (1921-1963), schrijver
- Jean Bruller (Vercors) (1902-1991), schrijver
- Jacques Brunius (1906-1967), acteur, filmregisseur en schrijver
- Blanchette Brunoy (1915-2005), actrice
- Guillaume Budé (1468-1540), geleerde (klassieke talen, geneeskunde) (humanisme)
- Bernard Buffet (1928-1999), kunstschilder
- Ferdinand Buisson (1841-1932), academicus, educatief bureaucraat, protestants pastor, pacifist, sociaal politicus en Nobelprijswinnaar (1927)
- Eugène Buland (1852-1926), kunstschilder

## C

President Jacques Chirac (1932-2019)

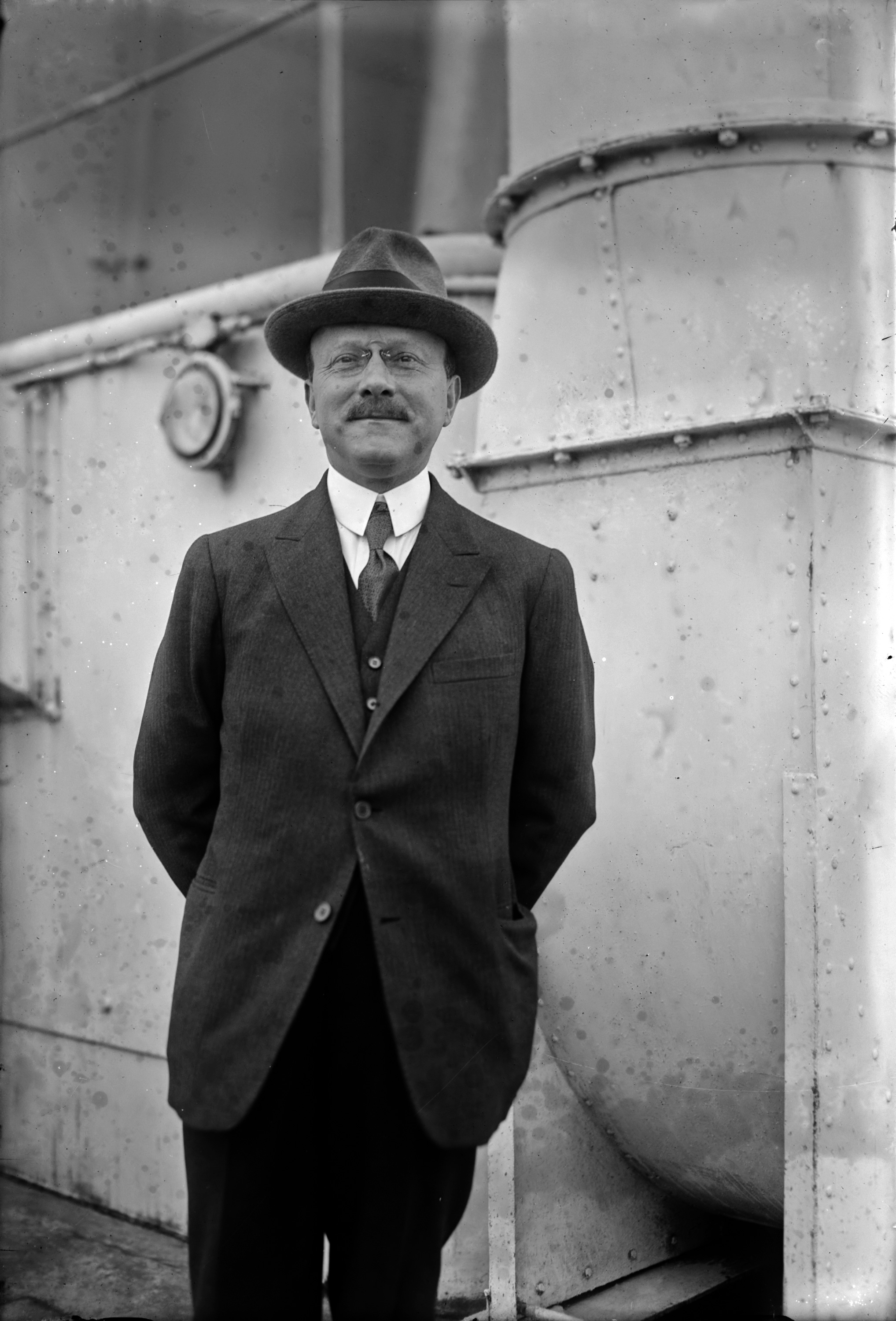
Industrieel André Citroën (1878-1935)

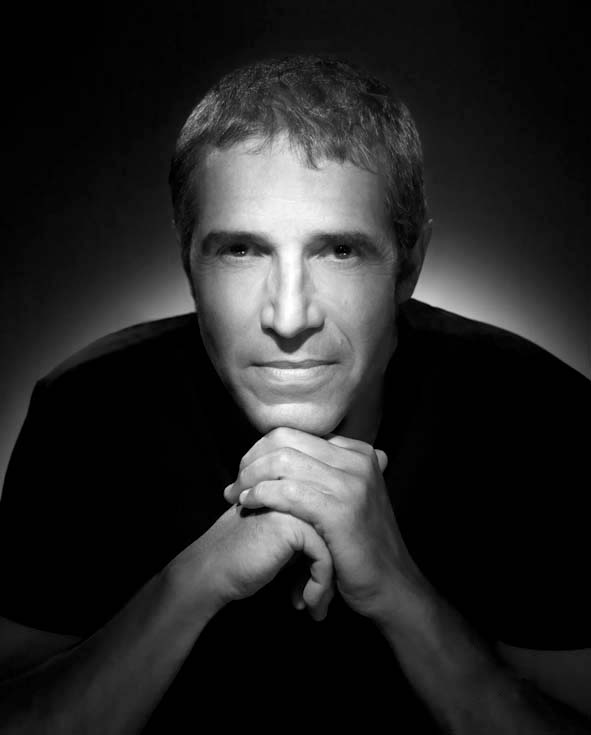
Zanger Julien Clerc (1947)

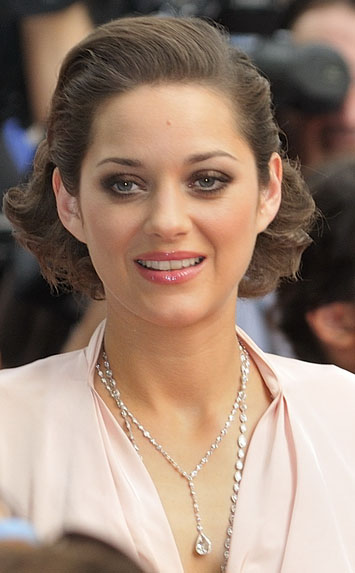
Actrice Marion Cotillard (1975)

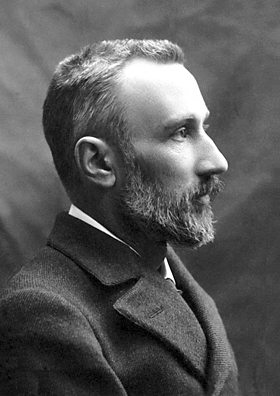
Natuurkundige Pierre Curie (1859-1906)

- Gustave Caillebotte (1848-1894), kunstschilder
- Nicole Calfan (1947), actrice
- Maria Callas (1923-1977), Grieks operazangeres
- Sophie Calle (1953), beeldend kunstenares, fotografe en installatiekunstenaar
- Alain Calmat (1940), kunstschaatser
- Albert Calmes (1881-1967), Luxemburgs econoom
- Adolphe-Félix Cals (1810-1880), kunstschilder
- Maxime Du Camp (1822-1894), schrijver, journalist en fotograaf
- Henriette Campan (1752-1822), onderwijzeres, schrijfster en hofdame
- Fernand Canelle (1882-1951), voetballer
- Roger Carel (1927-2020), acteur en stemacteur
- Carlos (1943-2008), zanger
- Marcel Carné (1906-1996), filmregisseur
- Christine Caron (1948), zwemster
- Isabelle Carré (1971), actrice
- Roger Carel (1927-2020), acteur en stemacteur
- Emmanuel Carrère (1957), schrijver en scenarist
- Hélène Carrère d'Encausse (1929-2023), historica
- Jean Carroll (1911-2010), Amerikaans actrice en comédienne
- Guy des Cars (1911-1993), schrijver
- Louis-Dominique Cartouche (1693-1721), bandiet en bendeleider
- Gisèle Casadesus (1914-2017), actrice
- Jean Casimir-Périer (1847-1907), vijfde president van de Derde Republiek
- Jean-Pierre Cassel (1932-2007), acteur
- Vincent Cassel (1966), acteur
- Oleg Cassini (1913-2006), Amerikaanse modeontwerper
- Emma de Caunes (1976), actrice
- Marguerite Cavadaski (1906-1972), Zwitserse actrice
- Émile-Gustave Cavallo-Péduzzi (1851-1917), kunstschilder en etser
- Muriel Cerf (1950-2012), schrijfster
- Gilbert Cesbron (1913-1979), schrijver
- Jacques Chaban-Delmas (1915-2000), politicus
- Matthieu Chabrol (1956), filmcomponist
- Claude Chabrol (1930-2010), filmregisseur
- Thomas Chabrol (1963), acteur
- Gilles Chaillet (1946-2011), striptekenaar en scenarist
- Nicolas Chaix (1974), houseproducer, beter bekend als I:Cube
- Alain Chamfort (1949), zanger
- Émile Champion (1879-onbekend), atleet
- Jean-Martin Charcot (1825-1893), arts, een van de grondleggers van de neurologie
- Jean-Baptiste Simeon Chardin (1699-1779), kunstschilder
- Lyne Chardonnet (1943-1980), actrice
- Alexandre Charpentier (1856-1909), beeldhouwer, medailleur et ebenist
- Émilie du Châtelet (1706-1749), wiskundige, natuurkundige en schrijfster
- Pascal Chaumeil (1961-2015), film- en televisieregisseur en scenarioschrijver
- François Chaumette (1923-1996), acteur
- Monique Chaumette (1927), actrice
- Ernest Chausson (1855-1899), componist en advocaat
- Camille Chautemps (1885-1963), politicus
- Yvette Chauviré (1917-2016), balletdanseres
- André Chavanne (1916-1990), Zwitsers wiskundige, onderwijzer, redacteur en politicus
- Tsilla Chelton (1919-2012), actrice
- Jules Chéret (1836-1932), schilder, tekenaar en afficheontwerper
- Maurice Chevalier (1888-1972), zanger en acteur
- Maurice Chevit (1923-2012), acteur
- Claude Cheysson (1920-2012), politicus
- Bernadette Chirac (1933), politica en voormalige première dame van Frankrijk
- Jacques Chirac (1932-2019), president van Frankrijk (1995-2007)
- Marc Cholodenko (1950), schrijver, vertaler en scenarist
- Frédéric Chopin (1810-1849), Pools componist en pianist
- Françoise Christophe (1923-2012), actrice
- Yves Ciampi (1921-1982), filmregisseur
- André Citroën (1878-1935), industrieel
- François Civil (1990), acteur
- C. Jérôme (1946-2000), zanger
- René Clair (1898-1981), filmregisseur
- Huguette Clark (1906-2011), Amerikaans multimiljonair en kunstschilderes
- Christian Clavier (1952), acteur
- Richard Clayderman (1953), pianist
- Pierre Clémenti (1942-1999), acteur
- Julien Clerc (1947), zanger
- Corinne Cléry (1950), actrice
- François Cluzet (1955), acteur
- Lina Coen (1878-1952), Amerikaans-Nederlandse pianiste en dirigente
- Léon Cogniet (1794-1880), kunstschilder
- Jonathan Cohen (1980), acteur
- Cyril Collard (1957-1993), acteur, filmregisseur en schrijver
- Coluche (1944-1986),  acteur en komiek
- Kingsley Coman (1996), voetballer
- Comtesse Greffulhe (1860-1952), mecenas
- Antoine Conte (1994), voetballer
- François Coppée (1842-1908), dichter en toneelauteur
- Fernand Cormon (1845-1924), kunstschilder
- Camille Corot (1796-1875), kunstschilder
- Marion Cotillard (1975), actrice
- Pierre de Coubertin (1863-1937), geschiedkundige, pedagoog en sportbestuurder (oprichter van de hedendaagse Olympische Spelen)
- Bruno Coulais (1954), filmcomponist
- Adamo Coulibaly (1981), voetballer
- Alain Couriol (1958), voetballer
- André Frédéric Cournand (1894-1988), Frans-Amerikaans arts, fysioloog en Nobelprijswinnaar (1956)
- Michel Cournot (1922-2007), schrijver, journalist, filmcriticus en filmregisseur
- Raoul Coutard (1924-2016), cameraman en filmregisseur
- Claude-Prosper Jolyot de Crébillon beter bekend als Crébillon fils (1707-1777), schrijver
- Louis Crouzon (1874-1938), Frans neuroloog
- Anne Cuneo (1936-2015), Zwitserse schrijfster, vertaalster, scenariste en regisseuse
- Pierre Curie (1859-1906), natuurkundige en Nobelprijswinnaar (1903)

## D

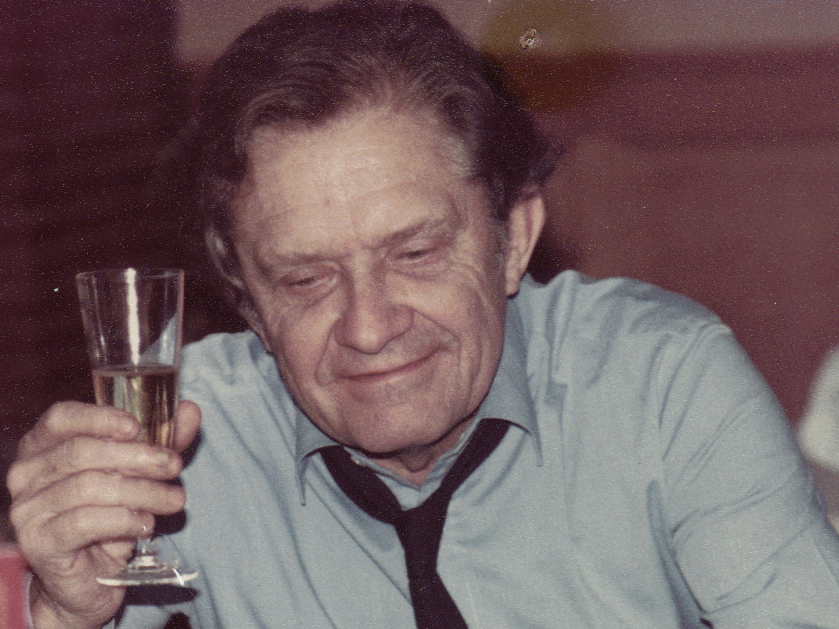
Tekstschrijver Pierre Delanoë (1918-2006)

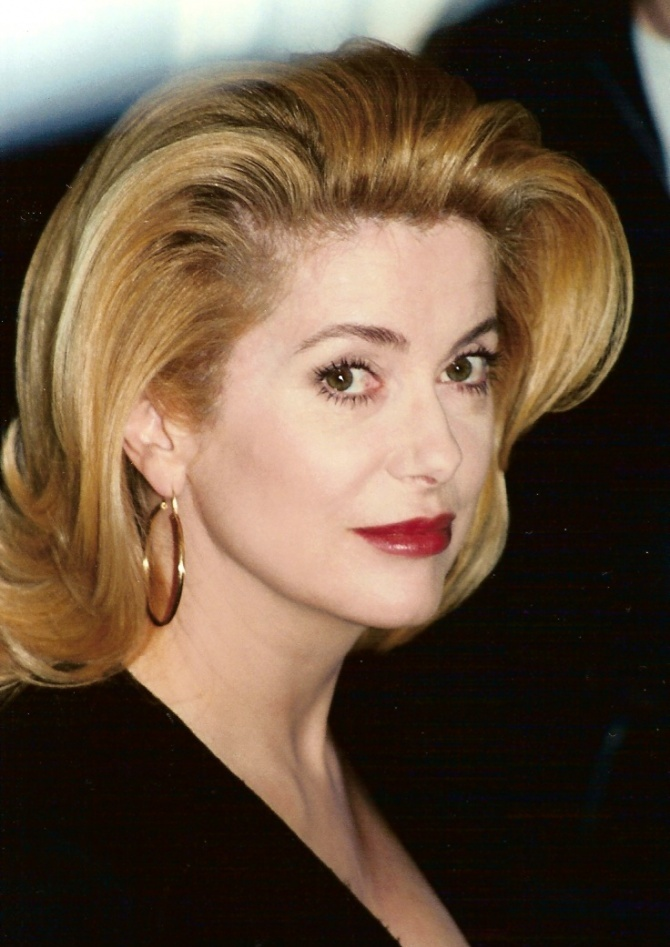
Actrice Catherine Deneuve (1943)

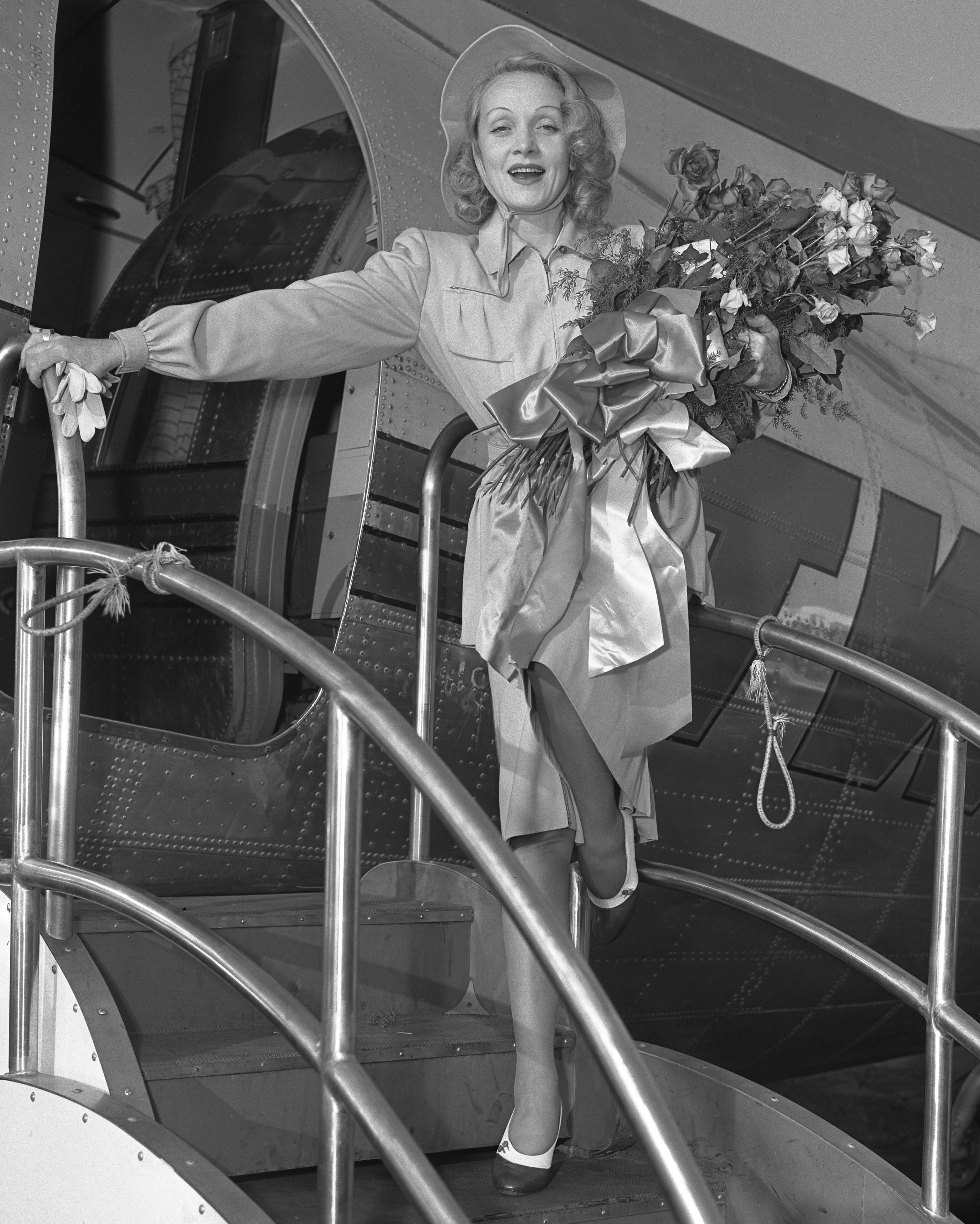
Duits-Amerikaans filmster en zangeres Marlene Dietrich (1901-1992)

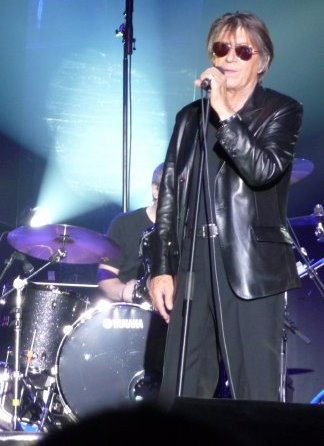
Acteur en zanger Jacques Dutronc (1943)

- Pascal Dagnan-Bouveret (1852-1929), kunstschilder
- Max Dalban (1908-1968), acteur
- Marcel Dalio (1899-1983), acteur
- Aimé-Jules Dalou (1838-1902), beeldhouwer
- Jean-Pierre Danel (1968), gitarist, componist en producer
- Pascal Danel (1944), zanger
- Serge Daney (1944-1992), filmcriticus
- Colette Darfeuil (1906-1998), actrice
- Gérard Darmon (1948), acteur en zanger
- Jean-Pierre Darras (1927-1999), acteur en toneelregisseur
- Marcel Dassault (1892-1986), Joods-Frans industrieel, vooral bekend als vliegtuigconstructeur
- Serge Dassault (1925-2018), Joods-Frans ondernemer en politicus
- Jean Dasté (1904-1994), acteur
- Charles-François Daubigny (1817-1878), kunstschilder
- Léon Daudet (1867-1942), schrijver en journalist
- Lauren Daumail (1973), muzikant bekend onder de naam DJ Cam
- Alexa Davalos (1982), actrice
- Jacques-Louis David (1748-1825), kunstschilder (neoclassicisme)
- Jean-François Davy (1945), filmregisseur en scenarist
- Lilian Day Jackson (1960-2023), Amerikaans-Nederlands zangeres (Spargo)
- Jamel Debbouze (1975), filmproducent, acteur, komiek en stand-upcomedian
- Michel Debré (1912-1996), politicus
- Jean Debucourt (1894-1958), acteur
- Claude Debussy (1862-1918), componist en muziekcriticus
- Alexandre-Gabriel Decamps (1803-1860), kunstschilder, tekenaar en graveur
- Jos De Cock (1934-2010), kunstenares
- Henri Decoin (1890-1969), filmregisseur, scenarist en schrijver
- Edgar Degas (1834-1917), kunstschilder en beeldhouwer
- Suzy Delair (1917-2020), actrice en zangeres
- Pierre Delanoë (1918-2006), tekstschrijver
- Hippolyte Delaroche (1797-1856), kunstschilder
- Henri Delaunay (1883-1955), voetballer, scheidsrechter en sportbestuurder
- Robert Delaunay (1885-1941), kunstschilder
- Clémentine Delauney (1987), zangeres
- Florence Delay (1941-2025), actrice, schrijfster en scenarioschrijfster
- Gilles Deleuze (1925-1995), filosoof
- Jacques Delors (1925-2023), politicus, voorzitter van de Europese Commissie (1985-1995)
- Julie Delpy (1969), actrice
- Yann Demange (1977), film- en televisieregisseur
- Adolf de Meyer (1868-1949), Duits-Frans fotograaf, schilder en kunstverzamelaar
- Catherine Deneuve (1943), actrice
- Jean-François Deniau (1928-2007), ambtenaar, schrijver, politicus, diplomaat, mensenrechtenactivist en journalist
- Yves Deniaud (1901-1959), acteur en zanger
- Marianne Denicourt (1963), actrice, regisseur en scenarioschrijfster
- Claire Denis (1946 of 1948), filmregisseur en scenarioschrijfster
- Michel Déon (1919-2016), schrijver en académicien
- Guillaume Depardieu (1971-2008), acteur
- Julie Depardieu (1973), actrice
- Denis Dercourt (1964), filmregisseur
- Paul Déroulède (1846-1914), auteur, ultranationalistisch politicus, revanchist en Anti-Dreyfusard
- Henri Desgranges (1865-1940), voormalig wielrenner, journalist en sportorganisator
- Sophie Desmarets (1922-2012), actrice
- Lucile Desmoulins (1770-1794), revolutionaire geguillotineerd zoals haar echtgenoot Camille Desmoulins
- Robert Desnos (1900-1945), dichter
- Charles Despiau (1874-1946), beeldhouwer
- Alexandre Desplat (1961), filmcomponist
- Christiane Desroches Noblecourt (1913-2011), egyptologe
- Jean Desailly (1920-2008), acteur
- Jacques Deval (1890-1972), toneel- en filmregisseur, scenarist
- Claire Devers (1955), film- en televisieregisseuse
- Moussa Diaby (1999), voetballer
- Henri Diamant-Berger (1895-1972), filmregisseur, scenarist, filmproducent en acteur
- Raphaël Diarra (1995), voetballer
- Marlene Dietrich (1901-1992), Duits-Amerikaans filmster en zangeres
- David Diop (1966), schrijver en literatuurwetenschapper
- Mati Diop (1982), Frans-Senegalese actrice en filmregisseur
- Adriaan van Dis (1946), Nederlands schrijver en tv-presentator
- André Disdéri (1819-1889), fotograaf en uitvinder
- Sacha Distel (1933-2004), zanger en musicus
- Pete Doherty (1979), Brits zanger-songschrijver van The Libertines, Babyshambles en als solo-artiest
- Jacques Doillon (1944), filmregisseur
- Françoise Dolto (1908-1988), pediater en psychoanalyticus
- Bernard-Pierre Donnadieu (1949-2010), acteur
- Françoise Dorin (1928), actrice, liedjesschrijfster en schrijfster
- Françoise Dorléac (1942-1967), actrice
- Serge Doubrovsky (1928-2017), schrijver, criticus en hoogleraar Franse literatuur
- François-Hubert Drouais (1727-1775), kunstschilder
- Édouard Drumont (1844-1917), journalist en katholiek schrijver, antisemiet en nationalist
- Maurice Druon (1918-2009), schrijver en minister
- Marie Dubas (1894-1972), music-hallzangeres en comdienne
- Alphée Dubois (1831-1905), kunstenaar
- Marie Dubois (1937-2014), actrice
- Paulette Dubost (1910-2011), actrice
- Danièle Dubroux (1947), actrice, filmregisseur en scenariste
- Georges Duby (1919-1996), historicus
- Julia Ducournau (1983), filmregisseuse en scenarioschrijfster
- Esther Duflo (1972), econoom en winnaar Nobelprijs voor economie 2019.
- Georges Duhamel (1884-1966), schrijver
- Henri Louis Duhamel du Monceau (1700-1782), wetenschapper
- Paul Dukas (1865-1935), componist
- Alexandre Dumas fils (1824-1895), schrijver
- Joseph-Siffred Duplessis (1725-1802), portretschilder
- Nicolas Dupont-Aignan (1961), politicus
- Roxane Duran (1993), actrice
- Louis Durey (1888-1979), componist
- Romain Duris (1974), acteur
- Roger Dutilleul (1873-1956), industrieel en kunstverzamelaar
- Jean Dutourd (1920-2011), schrijver
- Jacques Dutronc (1943), acteur en zanger

## E

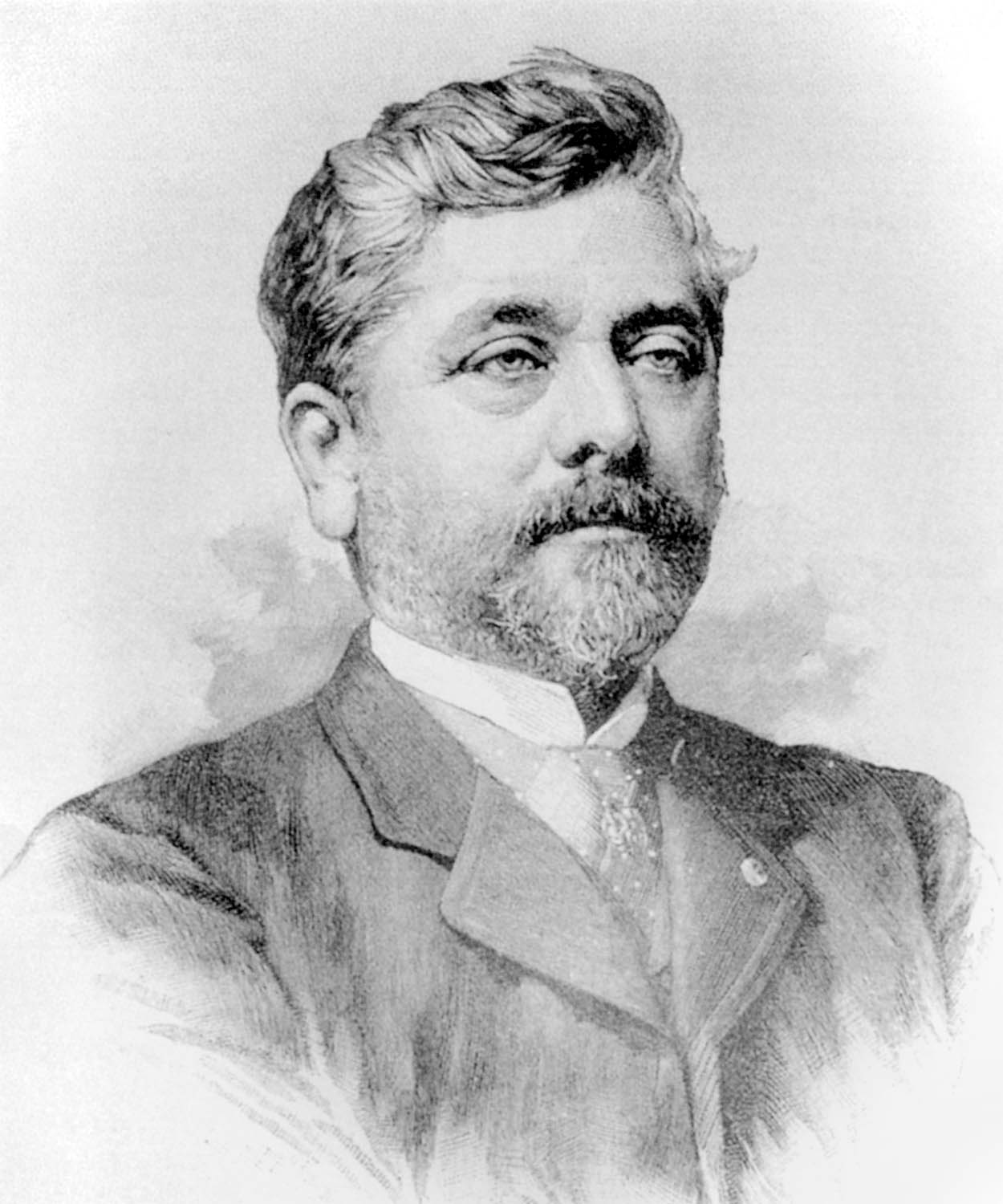
Constructeur Gustave Eiffel (1832-1923)

- Béatrice Edwige (1988), handbalster
- Gustave Eiffel (1832-1923), constructeur
- Julie Engelbrecht (1984), actrice
- Erté (1892-1990), ontwerper
- Elliott Erwitt (1928-2023), Amerikaans fotograaf
- Ferdinand Walsin Esterhazy (1847-1923), spion
- Adèle Exarchopoulos (1993), actrice

## F
- Laurent Fabius (1946), politicus

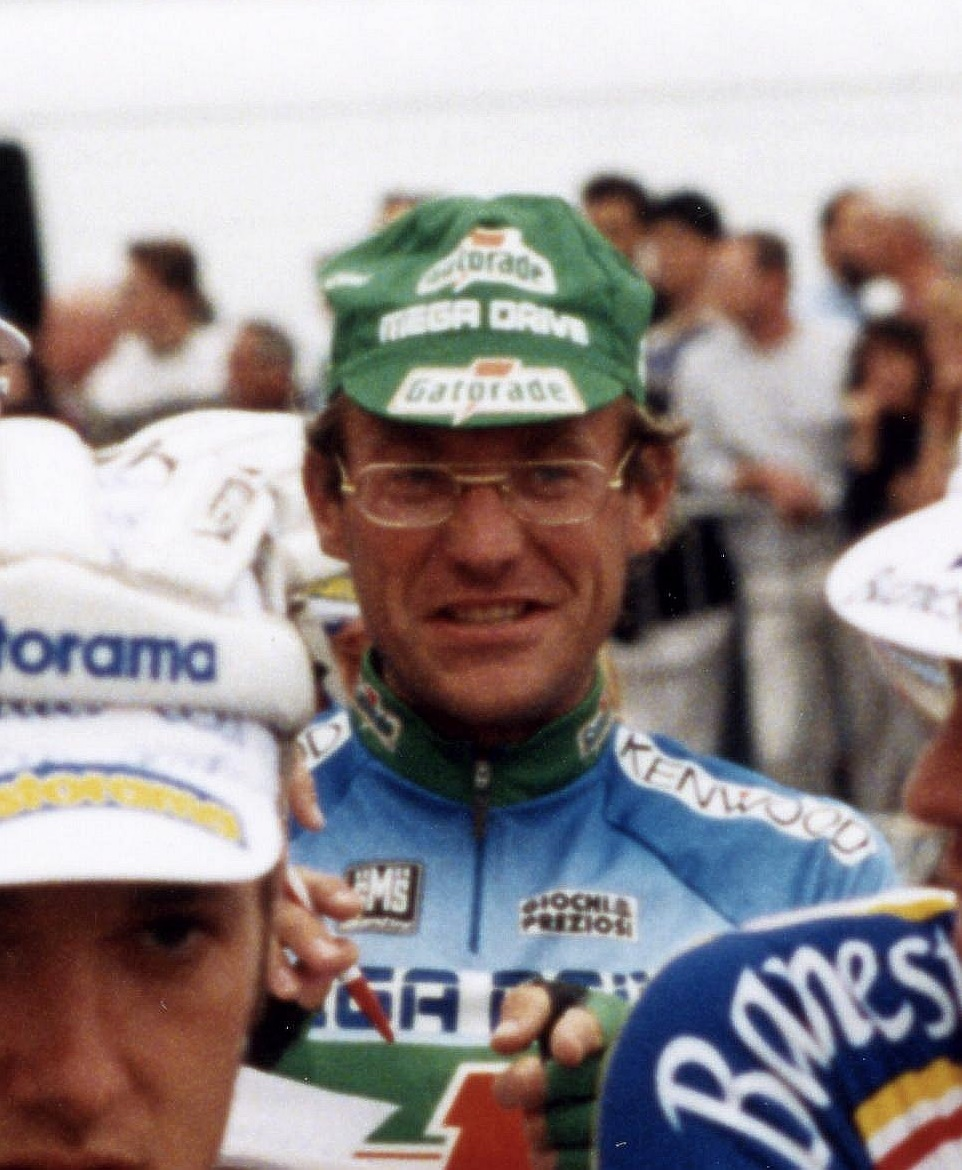
Wielrenner Laurent Fignon (1960-2010)

- Bandiougou Fadiga (2001), voetballer
- Guy-Crescent Fagon (1638-1718), arts en botanicus
- Jacques Fansten (1946), filmregisseur
- Félix Faure (1841-1899), politicus en president van Frankrijk (1895-1899)
- Jean Favier (1932-2014), historicus
- Zoé Félix (1976), actrice
- Henry Février (1875-1957), componist
- Anouk Ferjac (1932), actrice
- Alice Ferney (1961), schrijfster
- Gil de Ferran (1967-2023), Braziliaans autocoureur
- Jérôme Ferrari (1968), schrijver, vertaler en leraar filosofie
- Georges de Feure (1868-1943), kunstschilder, graficus en kunstontwerper van Nederlandse afkomst
- Laurent Fignon (1960-2010), wielrenner
- Alain Finkielkraut (1949), filosoof en politiek commentator
- George Fitzmaurice (1885-1940), Amerikaans filmregisseur en producent
- Pierre-Étienne Flandin (1889-1958), politicus
- Edmond Fleg (1874-1963), Zwitsers-Frans schrijver
- Pierre-Louis Flouquet (1900-1967), Belgische schilder, illustrator en schrijver
- Josephine Fodor (1789-1870), Frans zangeres van Nederlands-Hongaarse afkomst
- David Foenkinos (1974), (scenario)schrijver en regisseur
- Seko Fofana (1995), voetballer
- François Fosca (1881-1980), Zwitsers schrijver, kunstschilder, kunstcriticus en onderwijzer
- Léon Foucault (1819-1868), natuurkundige
- André Fouché (1908-2001), acteur
- Nicolas Fouquet (1615-1680), surintendant van Financiën van koning Lodewijk XIV
- Anatole France (1844-1924), schrijver en Nobelprijswinnaar (1921)
- Jacques François (1920-2003), acteur
- Frédéric François-Marsal (1874-1958), politicus
- Paul Frankeur (1905-1974), acteur
- Filips II van Frankrijk (1165-1223), koning van Frankrijk
- Henriëtta Maria van Frankrijk (1609-1669), koningin van Engeland, Schotland en Ierland
- Isabella van Frankrijk (1292-1358), koningin van Frankrijk
- Karel VI van Frankrijk (1368-1422), koning van Frankrijk
- Karel VII van Frankrijk (1403-1461), koning van Frankrijk
- Lodewijk VIII van Frankrijk (1187-1226), koning van Frankrijk (1223-1226)
- Fréhel (1891-1951), zangeres
- Pierre Fresnay (1897-1975), acteur
- Gisèle Freund (1908-2000), fotograaf en kunsthistorica
- Sami Frey  (1937), acteur
- Brigitte Friang (1924-2011), verzetsstrijdster, schrijfster en journaliste
- Roger Frison-Roche (1906-1999), schrijver en ontdekkingsreiziger
- Nicolas Fritsch (1978), wielrenner
- Catherine Frot (1956), actrice

## G
- Jean Gabin (1904-1976), acteur

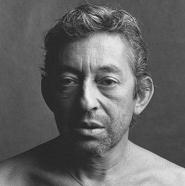
Zanger, componist en filmregisseur
Serge Gainsbourg (1928-1991)

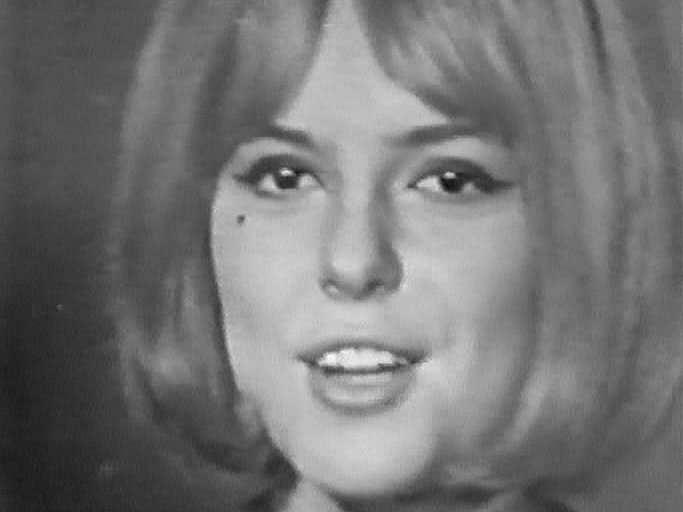
Zangeres France Gall (1947-2018)

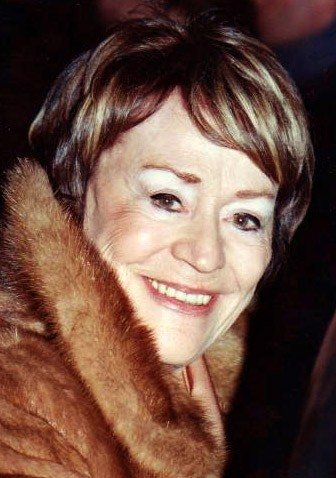
Actrice Annie Girardot (1931-2011)

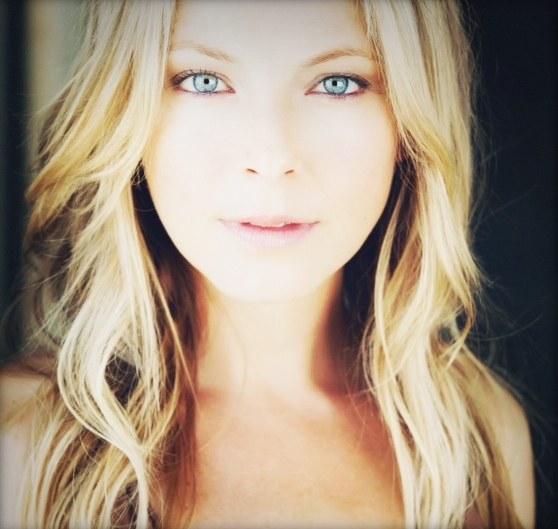
Actrice Anastasia Griffith (1978)

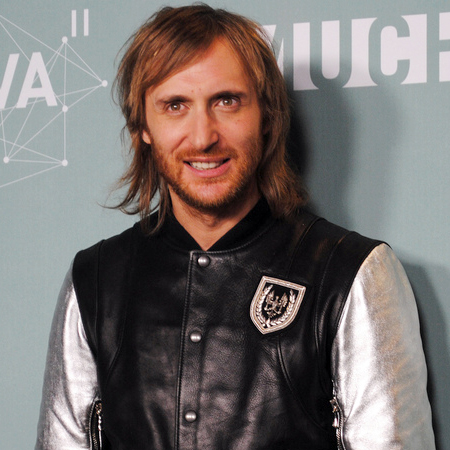
House-DJ David Guetta (1967)

- Félix Gaillard (1919-1970), politicus
- Serge Gainsbourg (1928-1991), zanger, componist en filmregisseur
- France Gall (1947-2018), zangeres
- Robert Galley (1921-2012), politicus en weerstander
- Gaston Gallimard (1881-1975), uitgever en stichter van de uitgeverij Gallimard
- Maurice Gamelin (1872-1958), generaal
- Abel Gance (1889-1981), filmregisseur
- Eva Ganizate (1986-2014), operazangeres
- Jacques Nathan Garamond (1910-2001), beeldend kunstenaar
- Charles Garnier (1825-1898), architect
- Paul Gauguin (1848-1903), postimpressionistisch kunstschilder
- Philippe de Gaulle (1921-2024), admiraal en politicus
- Sophie Gay (1776-1852), schrijver
- Ernest Gellner (1925-1995), Brits-joodse filosoof, socioloog en sociaal antropoloog
- Jean Genet (1910-1986), schrijver
- Gérard Genette (1930-2018), literatuurwetenschapper (structuralist)
- Pierre-Gilles de Gennes (1932-2007), fysicus en Nobelprijswinnaar (1991)
- Marie Thérèse Rodet Geoffrin (1699-1777), salonnière
- Frank Gérald (1928-2015), liedjestekstschrijver en componist
- Pierre Gérald (1906-2012), acteur
- Danyel Gérard (1939), zanger
- Henri Gervex (1852-1929), kunstschilder
- Ismaël Gharbi (2004), voetballer
- François Gibault (1932), advocaat en schrijver
- Emmanuel de Gibergues (1855-1919), bisschop van Valence, Dié en Saint-Paul-Trois-Châteaux, alsook schrijver
- André Gide (1869-1951), schrijver en Nobelprijswinnaar (1947)
- Étienne Gilson (1884-1978), filosoof en historicus
- Ana Girardot (1988), actrice
- Annie Girardot (1931-2011), actrice
- Alphonse Pierre Giraud (1786-1863), ornamentenmaker en etser
- Henri Giraud (1879-1949), generaal
- Pierre Girieud (1876-1948), kunstschilder
- Albert Gleizes (1881-1953), kunstschilder
- Pierre-William Glenn (1943-2024), cameraman en filmregisseur
- Christoph Willibald Gluck (1714-1787), Duits componist
- Christian Godard (1932-2024), striptekenaar
- Jean-Luc Godard (1930-2022), filmregisseur en scenarist
- Jacques Goddet (1905-2000), journalist en sportorganisator (Ronde van Frankrijk)
- Judith Godrèche (1972), actrice
- Vincent van Gogh (1853-1890), Nederlands kunstschilder
- Vincent Willem van Gogh (1890-1978), Nederlands ingenieur en organisatieadviseur
- Jean-Jacques Goldman (1951), zanger
- Cécile Goldscheider (1902-1988), kunsthistorica
- Kévin Gomis (1989), voetballer
- Eva Gonzalès (1849-1883), kunstschilder
- Agnes Goodsir (1864-1939), Australisch kunstschilder
- René Goscinny (1926–1977), schrijver, humorist en scenarist van stripverhalen
- Charles Gounod (1818-1893), componist
- Romain Goupil (1951), filmregisseur
- Geneviève Grad (1944-2024), actrice
- Gilles-Gaston Granger (1920-2016), filosoof
- Gilles Grangier (1911-1996), filmregisseur
- Stéphane Grappelli (1908-1997),  jazzviolist
- Eva Green (1980), actrice
- Julien Green (1900-1998), schrijver
- Pascal Greggory (1954), acteur
- Andre Gregory (1934), Amerikaans toneelregisseur, schrijver, producent en acteur
- René Le Grèves (1910-1946), wielrenner
- Anastasia Griffith (1978), actrice
- William Grigahcine (1986), DJ/producer
- Pierre Grimal (1912-1996), oudhistoricus en latinist
- Benoîte Groult (1920-2016), schrijfster, journaliste en feministe
- Pierre-Narcisse Guérin (1774-1833), kunstschilder neoclassicisme
- Guesch Patti (1946), zangeres en danseres
- Soufiane Guerrab (1987), acteur
- David Guetta (1967), House-DJ
- Élisabeth Guignot (1941), actrice
- Yvette Guilbert (1865-1944), zangeres (café-concert) en actrice
- Paul Guillaume (1891-1934), kunsthandelaar en kunstverzamelaar
- Armand Guillaumin (1841-1927), kunstschilder
- Henri Guybet (1940), acteur
- Georges Guynemer (1894-1917), piloot en luchtheld

## H

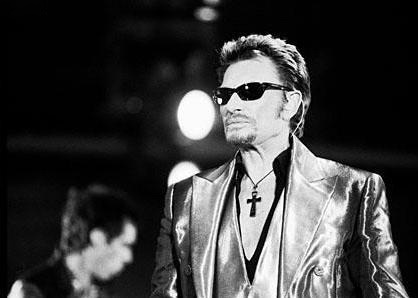
Zanger en acteur Johnny Hallyday (1943-2017)

- Anis Hadj Moussa (2002), Algerijns-Frans voetballer
- Isack Hadjar (2004), Frans-Algerijns autocoureur
- Adèle Haenel (1989), actrice
- Emmanuelle Haïm (1967), pianiste en dirigente
- Johnny Hallyday (1943-2017), zanger en acteur
- Guy Hamilton (1922-2016), Engels filmregisseur
- Marina Hands (1975), actrice
- Mia Hansen-Løve (1981), filmregisseuse en criticus
- Jules Hardouin-Mansart (1646-1708), architect, architect des konings (van Lodewijk XIV)
- Françoise Hardy (1944-2024), zangeres
- Philippe Harel (1956), acteur, scenarist en filmregisseur
- Didier Haudepin (1951), acteur en filmregisseur
- David Hauss (1984), triatleet
- Georges-Eugène Haussmann (1809-1891), stadsarchitect van Parijs
- Michel Hazanavicius (1967), filmregisseur, producent en scenarioschrijver
- Heinrich Heine (1797-1856), Duits dichter
- Émile Henriot (1889-1961), schrijver (dichter, romancier, essayist en literatuurcriticus)
- Pierre Henry (1927-2017), componist (elektroakoestische muziek )
- Willem Frederik Hermans (1921-1995), Nederlands schrijver
- Marcel Herrand (1897-1953), acteur
- Izïa Higelin (Izia) (1990), actrice en singer-songwriter
- Ludwig Ferdinand Huber (1764-1804), Duits schrijver
- Jean-Baptiste Huet (1745-1811), kunstschilder, graveur en ontwerper
- Valentine Hugo (1887-1968), kunstschilder
- Victor Hugo (1802-1885), schrijver
- Danièle Huillet (1936-2006), filmregisseur
- Alexander von Humboldt (1769-1859), Pruisisch natuurvorser en ontdekkingsreiziger
- Isabelle Huppert (1953), actrice
- Joris-Karl Huysmans (1848-1907), schrijver

## I
- René Iché (1897-1954), kunstschilder en beeldhouwer
- Roger Ikor (1912-1986), schrijver
- Indila (1984), zangeres
- Vincent d'Indy (1851-1931), componist en muziektheoreticus
- Eugène Isabey (1803-1886), kunstschilder
- Sébastien Izambard (1973), zanger

## J

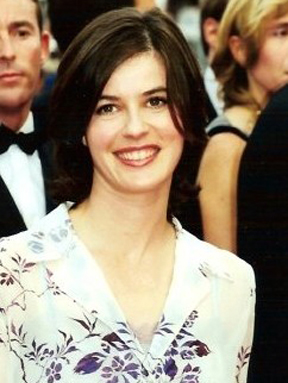
Actrice Irène Jacob (1966)

- Jean-Pierre Jabouille (1942-2023), Formule 1-coureur
- Lilian Day Jackson (1960-2023), Amerikaans-Nederlandse zangeres
- Irène Jacob (1966), actrice
- Benoît Jacquot (1947), filmregisseur
- Pierre Janssen (1824-1907), astronoom
- Joséphine Japy (1992), actrice
- Pascal Jardin (1934-1980), schrijver en scenarioschrijver
- Jean Michel Jarre (1948), componist en muzikant
- Zizi Jeanmaire (1924), balletdanseres, zangeres en actrice
- Henri Jeanson (1900-1970), schrijver, scenarioschrijver en journalist
- Joseph Joffo (1931-2018), Frans-joodse schrijver
- Frédéric Joliot-Curie (1900-1958), natuurkundige en Nobelprijswinnaar (1935)
- Irène Joliot-Curie (1897-1956), scheikundige en Nobelprijswinnares (1935)
- Andrée Joly (1901-1993), kunstschaatsster
- Sylvie Joly (1934-2015), actrice en komiek
- Thierry Jonquet (1954-2009), schrijver
- Léon Jouhaux (1879-1954), vakbondsleider en Nobelprijswinnaar (1951)
- Geoffrey Jourdren (1986), voetballer
- Odette Joyeux (1914-2000), actrice
- Gérard Jugnot (1951), acteur en filmregisseur
- André Juillard (1948-2024), striptekenaar
- Adrien Henri Laurent de Jussieu (1797-1853), botanicus

## K
- Jean-Pierre Kalfon (1938), acteur
- Killer Kamal (1984), Nederlands-Marokkaans rapper
- Bovar Karim (1984), voetballer
- Mathieu Kassovitz (1967), filmregisseur, scenarioschrijver en acteur
- Osman Kavala (1957), Turks ondernemer en filantroop
- Harry Kessler (Graaf) (1868-1937), Duitse kunstverzamelaar, museumdirecteur, schrijver, publicist, politicus, diplomaat en pacifist
- Éleonore Klarwein (1963), actrice
- Pierre Klossowski (1905-2001), schrijver, filosoof, vertaler, scenarist en schilder
- Ibrahim Koma (1987), acteur
- Lamine Koné (1989), Frans-Ivoriaans voetballer
- Isaac Koné (1991), Frans-Ivoriaans voetballer
- Mory Koné (1994), Frans-Ivoriaans voetballer
- Serge Korber (1936), filmregisseur
- Alexis Korner (1928-1984), Britse bluesmuzikant
- Chérif Kouachi (1982-2015), terrorist
- Saïd Kouachi (1980-2015), terrorist
- Georges Krins (1889-1912), Belgisch violist op het schip Titanic
- Julia Kristeva (1941), Bulgaars-Frans taalkundige, psychoanalytica, schrijfster, filosoof en feministe
- Heinrich Kurz (1805-1873), Duits-Zwitsers literatuurhistoricus, sinoloog, vertaler en bibliothecaris

## L

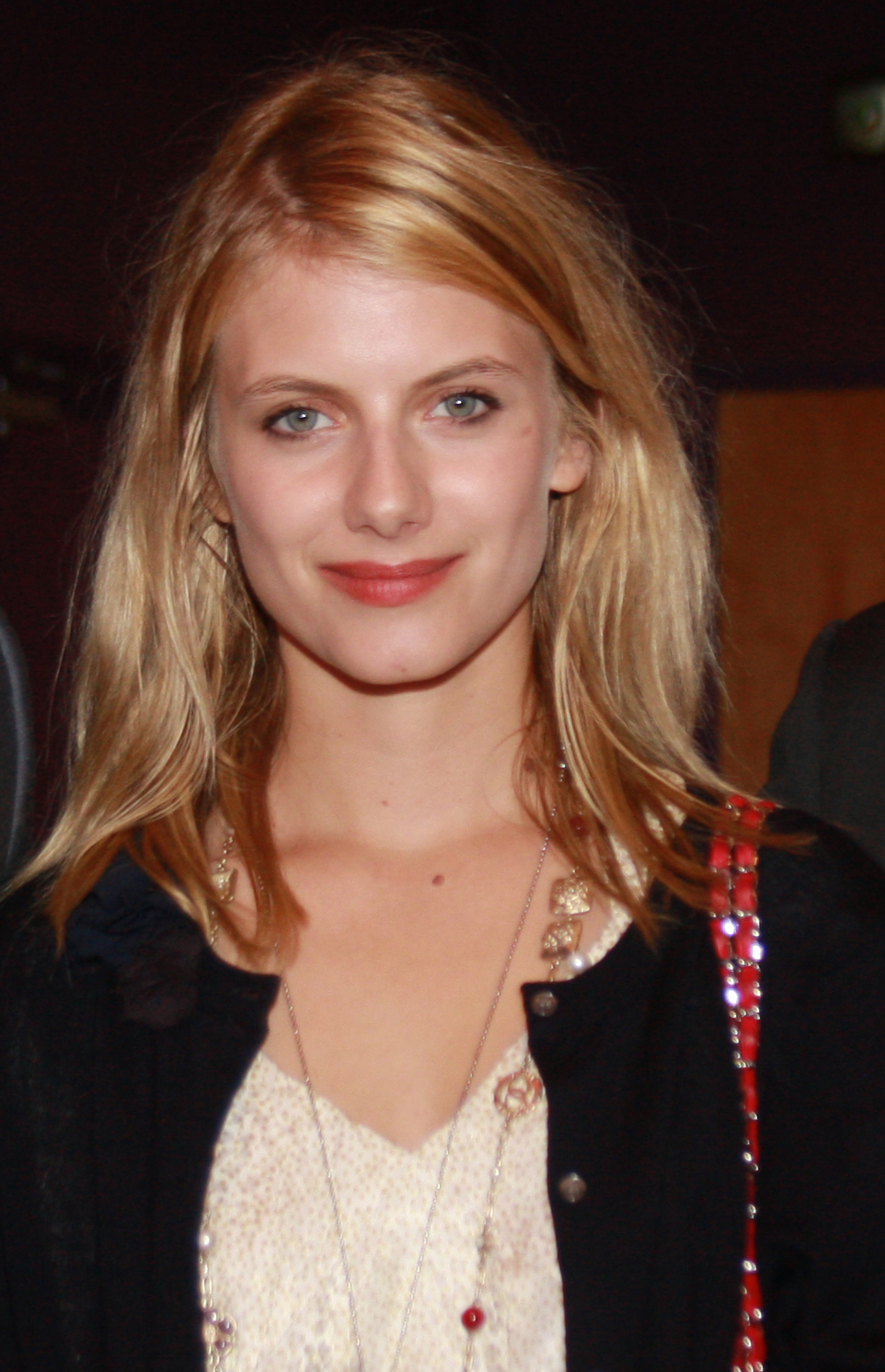
Actrice Mélanie Laurent (1983)

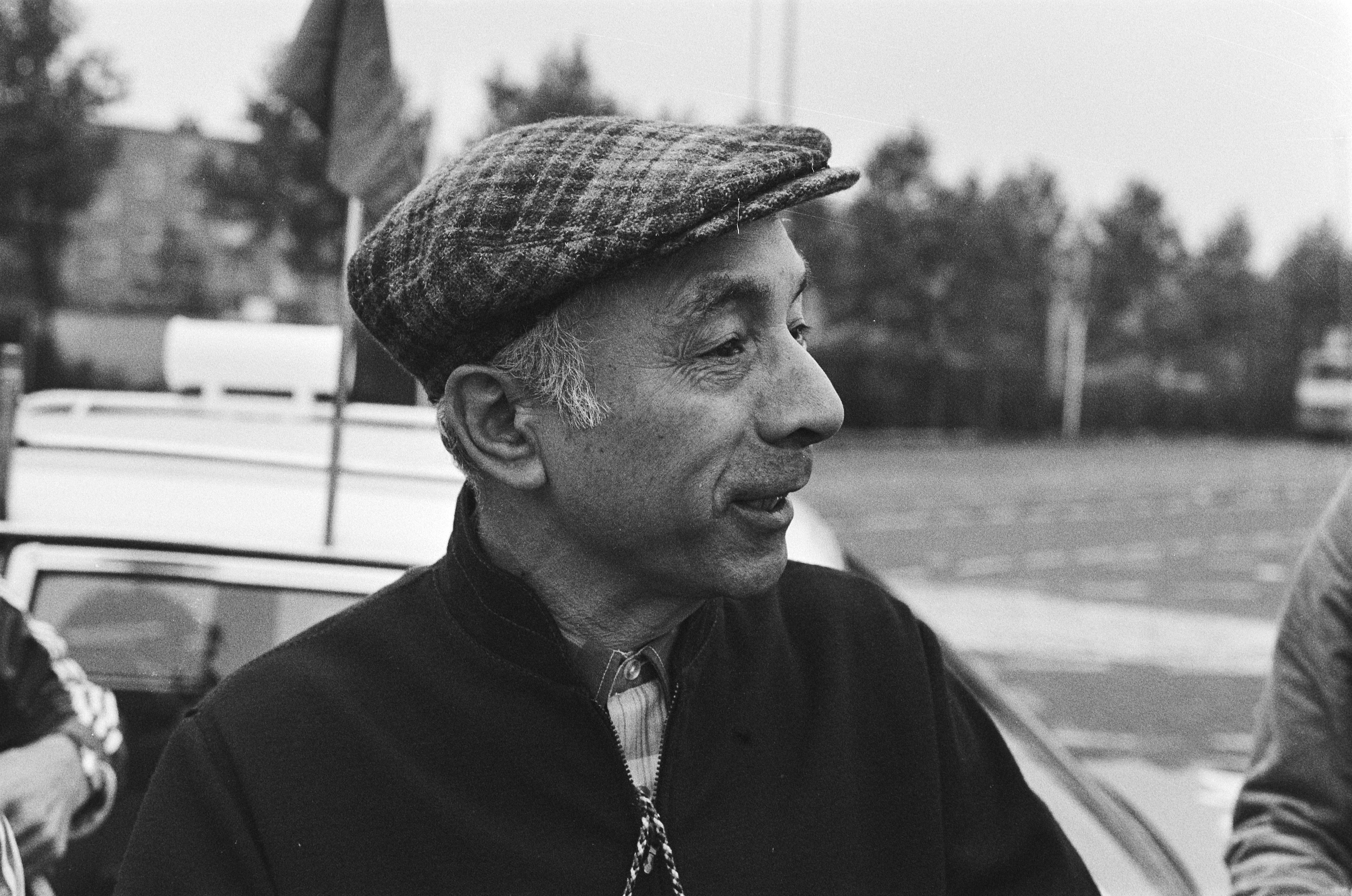
Journalist en sportorganisator Félix Lévitan (1911-2007)

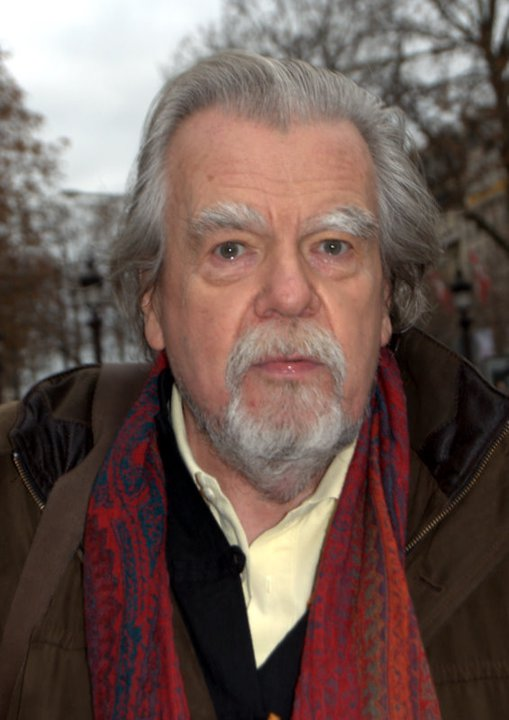
Acteur Michael Lonsdale (1931-2020)

- Eugène Labiche (1815-1888), dramaturg
- Élina Labourdette (1919-2014), actrice
- Jacques Lacan (1901-1981), psychoanalyticus
- Benjamin Lacombe (1982), schrijver en illustrator van jeugdboeken
- Georges Lacombe (1902-1990), filmregisseur
- Bernard Lacoste (1931-2006), stilist en ondernemer
- Antonio de La Gandara (1861-1917), kunstschilder en tekenaar
- Christine Lagarde (1956), politica en minister
- Caroline Lagerfelt (1947), Frans/Amerikaans actrice
- Valérie Lagrange (1942), actrice, zangeres en schrijfster
- Arlette Laguiller (1940), politica
- René Laloux (1929-2004), tekenfilmregisseur en tekenaar
- Albert Lamorisse (1922-1970), scenarist, filmmaker, filmproducent en bedenker van bordspellen
- Uèle Lamore (1993), dirigent
- Karen Lancaume (1973-2005), pornoactrice
- Paul Landowski (1875-1961), Pools-Frans beeldhouwer
- Henri-Desiré Landru (1869-1922), seriemoordenaar
- Paul Langevin (1872-1946), natuurkundige
- Claude Lanzmann (1925-2018), filosoof, journalist en documentairemaker
- Nicolas de Largillière (1656-1746), barok kunstschilder
- Marie Laurencin (1885-1956), schilderes en grafica
- Henri Laurens (1885-1954), beeldhouwer en tekenaar
- Mélanie Laurent (1983), actrice
- Charles Laval (1861-1894), kunstschilder (postimpressionisme en cloisonnisme)
- Charles Louis Alphonse Laveran (1845-1922), medicus en Nobelprijswinnaar (1907)
- Antoine Lavoisier (1743-1794), scheikundige ('vader van de moderne scheikunde'), economist en filosoof
- Jean-Pierre Léaud (1944), acteur
- Paul Léautaud (1872-1956), schrijver
- Yvette Lebon (1910-2014), actrice
- Ginette Leclerc (1912-1992), actrice
- Patrice Leconte (1947), filmregisseur
- Dominique Lecourt (1944-2022), filosoof
- Virginie Ledoyen (1976), actrice
- Florian Lejeune (1991), voetballer
- Pierre Lefranc (1922-2012), oud-Weerstander, gaullist en naaste medewerker van generaal De Gaulle
- Michel Legrand (1932-2019), musicalcomponist, dirigent, pianist en arrangeur van Armeense afkomst
- Michel Leiris (1901-1990), schrijver, dichter en etholoog
- Luis Federico Leloir (1906-1987), Argentijns biochemicus en Nobelprijswinnaar (1970)
- Claude Lelouch (1937), filmregisseur
- Gérard Lemaître (1936-2016), balletdanser
- Pierre Lemaitre (1951), schrijver en scenarioschrijver
- Suzanne Lenglen (1899-1938), tennisster
- Pierre Lepautre (1659-1744), beeldhouwer
- Thierry Le Luron (1952-1986), imitator, humorist, zanger en radioanimator
- André le Nôtre (1613-1700), tuin- en landschapsarchitect
- Antoine Le Pautre (1621-1679), architect
- Gaston Leroux (1868-1927), journalist en schrijver
- Serge Leroy (1937-1993), filmregisseur
- Louis Le Vau (1612-1670), architect (eerste architect van het kasteel van Versailles, kasteel van Vaux-le-Vicomte)
- Claude Levenson (1938-2010), schrijfster, journaliste, sinologe, tibetologe en mensenrechtenactiviste
- Éliphas Lévi (1810-1875), filosoof, occultist, vrijmetselaar, kabbalist en rozenkruiser
- Félix Lévitan (1911-2007), journalist en sportorganisator (Ronde van Frankrijk)
- Marcel L'Herbier (1888-1979), filmregisseur
- James Lighthill (1924-1998), Brits wiskundige
- Philippe Lioret (1955), filmregisseur
- Michaël Llodra (1980), tennisser
- Lodewijk Filips I van Frankrijk (Louis-Philippe) (1773-1850), koning der Fransen (1830-1848)
- Raymond Loewy (1893-1986), industrieel ontwerper
- Marie Long (1877-1968), verpleegster
- Claudine Longet (1942), zangeres, actrice en danseres
- Michael Lonsdale (1931-2020), acteur
- Victor Loret (1859-1946), egyptoloog
- Fabien Loris (1906-1979), acteur en illustrator
- Christian Louboutin (1964), schoenenontwerper
- Maximilien Luce (1858-1941), kunstschilder
- Luigi Lucheni (1873-1910), Italiaans anarchist en politiek activist, moordenaar van keizerin Elisabeth van Oostenrijk-Hongarije (Sisi)
- Fabrice Luchini (1951), acteur
- Xavier Luissint (1984), voetballer
- Andres Luna de San Pedro (1887-1952), Filipijns architect
- Jean-Marie Lustiger (1926-2007), aartsbisschop en kardinaal van Joodse komaf
- Guy Lux (1919-2003), televisiepresentator en producent
- Noémie Lvovsky (1964), actrice en filmregisseur
- Ladj Ly (1978), filmregisseur en scenarioschrijver

## M

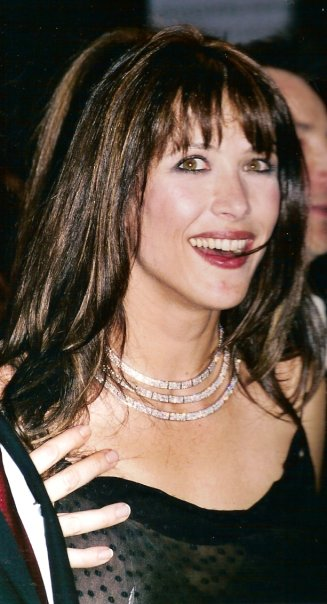
Actrice Sophie Marceau (1966)

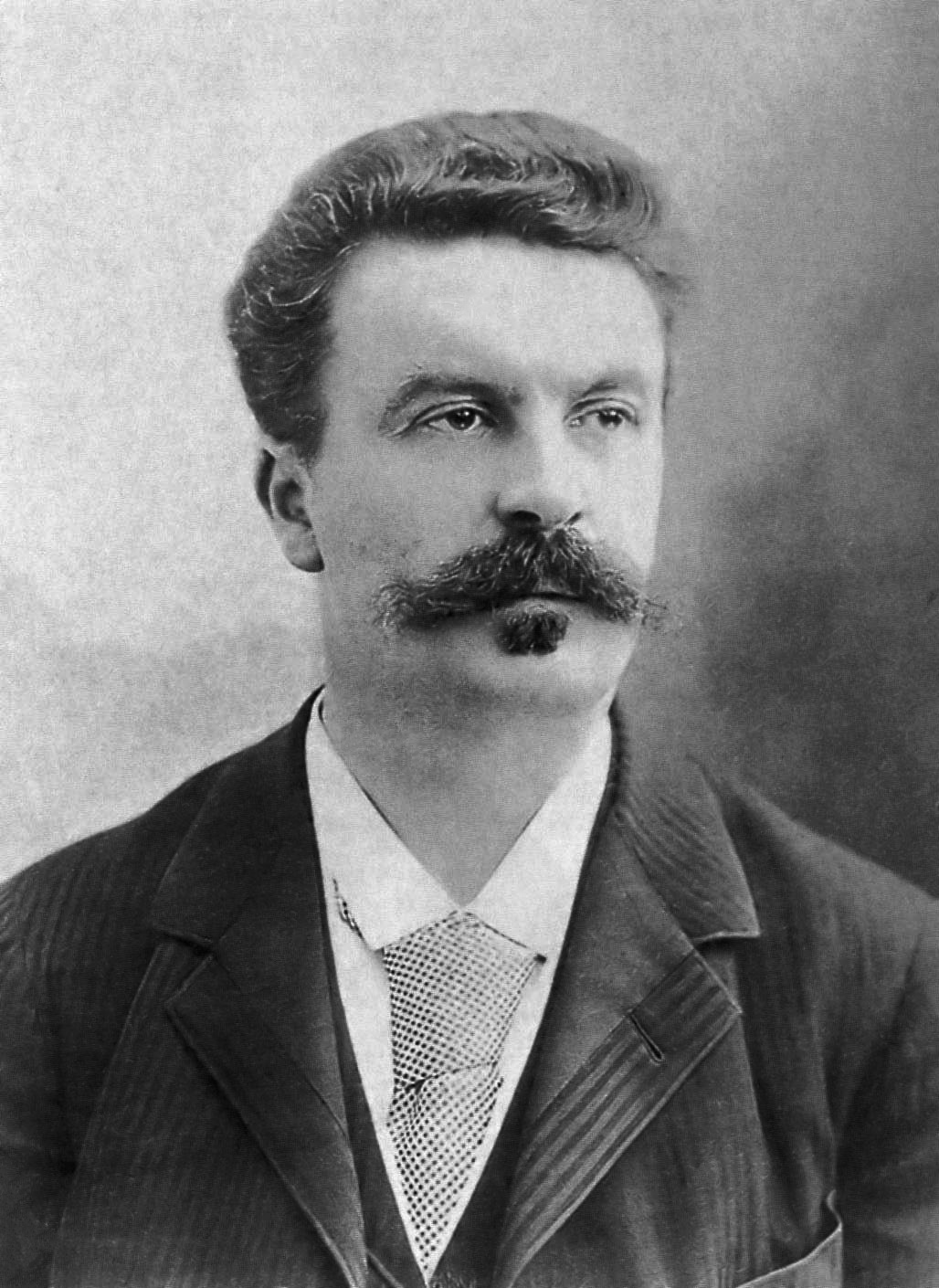
Schrijver Guy de Maupassant (1850-1893)

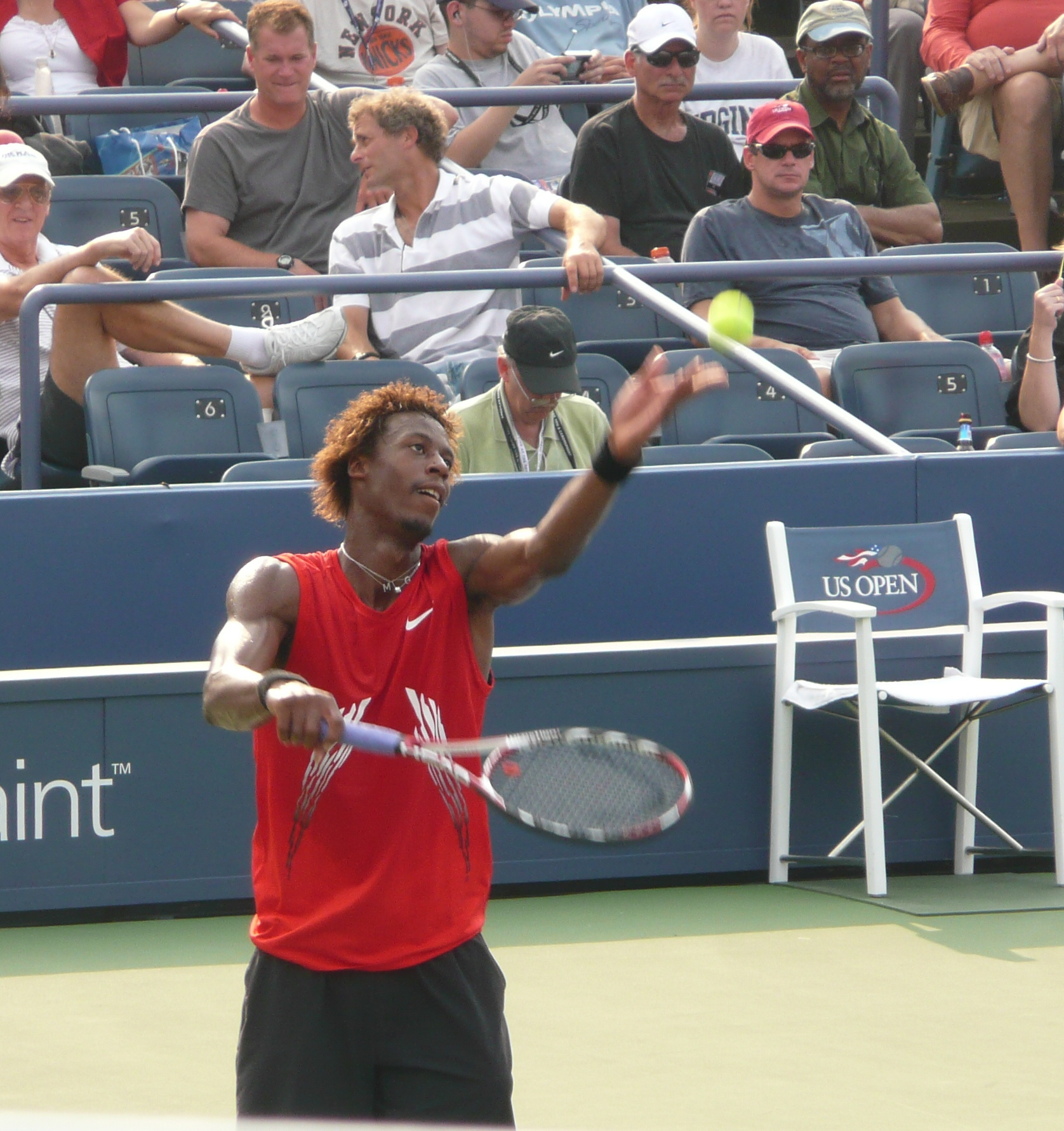
Tennisser Gaël Monfils (1986)

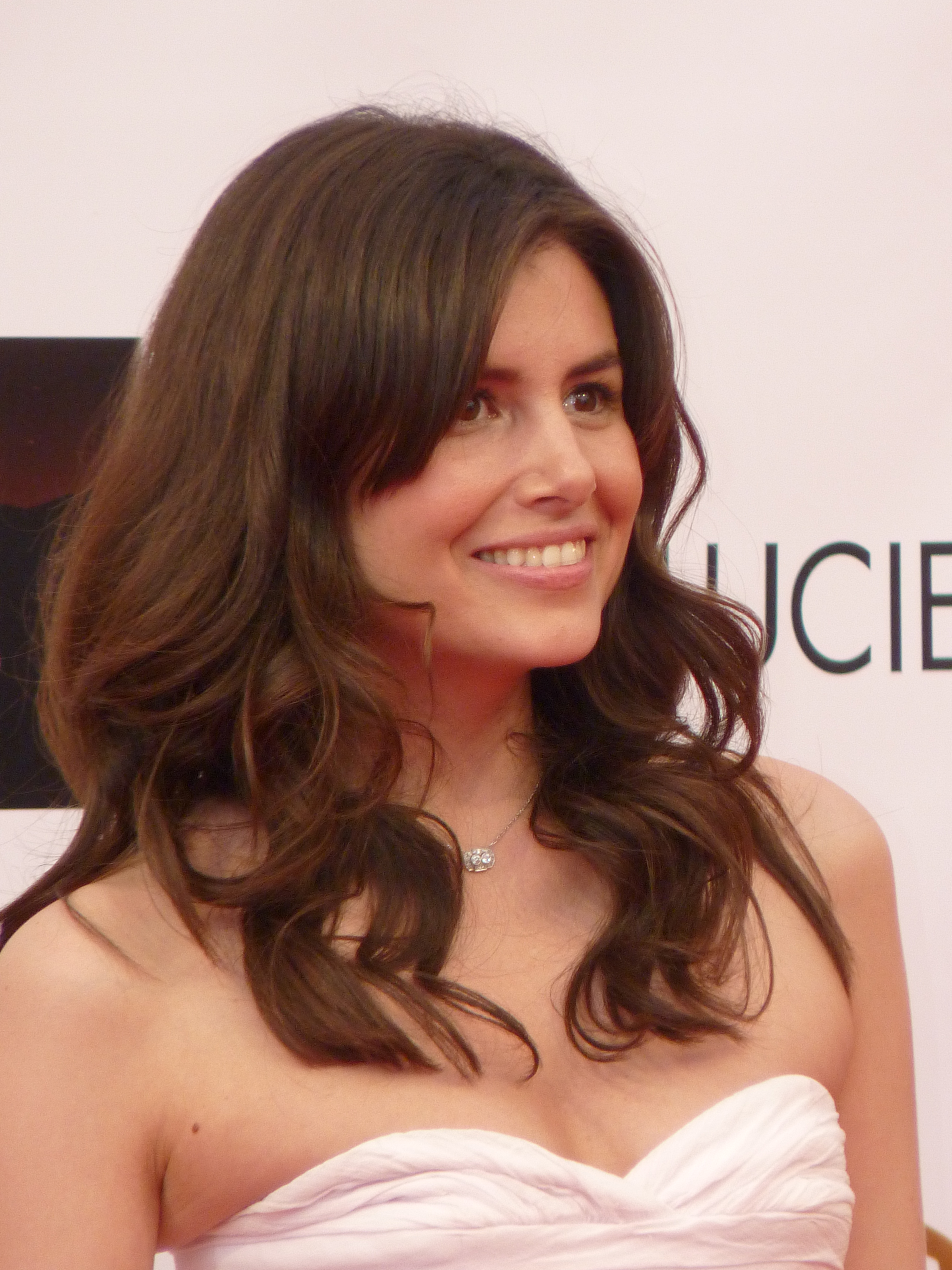
Actrice Louise Monot (1981)

- Seán MacBride (1904-1988), Iers jurist, politicus en Nobelprijswinnaar (1974)
- Benoît Magimel (1974), acteur
- André Maginot (1877-1932), politicus, vader van de Maginotlinie
- André Mahé (1919-2010), wielrenner
- Valérie Mairesse (1955), actrice
- Didier Malherbe (1943), musicus in o.a. Gong
- Maria Malibran (La Malibran) (1808-1836), Spaans-Franse operazangeres
- Stéphane Mallarmé (1842-1898), dichter
- Robert Mallet-Stevens (1886-1945), architect en designer
- André Malraux (1901-1976), schrijver en politicus
- Mickael Malsa (1995), voetballer
- André Pieyre de Mandiargues (1909-1991), surrealistisch schrijver
- Édouard Manet (1832-1883), kunstschilder
- Henri Manguin (1874-1949), kunstschilder
- François Mansart (1598-1666), architect
- Auguste Maquet (1812-1888), schrijver
- Marin Marais (1656-1728), componist
- Olivier Marceau (1973), Zwitsers triatleet
- Sophie Marceau (1966), actrice
- Gabriel Marcel (1889-1973), Frans filosoof
- Gilles Marchal (1944), singer-songwriter en schrijver
- Guy Marchand (1937-2023), acteur, zanger en musicus
- Jacques Marin (1919-2001), acteur
- Jacques Maritain (1882-1973), filosoof
- Jane Marken (1895-1976), actrice
- Betty Mars (1944-1989), zangeres en actrice
- Stacy Martin (1991), Frans-Britse actrice
- Charles Marville (1813-1879), fotograaf
- Gaston Maspero (1846-1916), egyptoloog
- Henri Massis (1886-1970), literair criticus, literatuurhistoricus en politiek essayist
- Chiara Mastroianni (1972), actrice
- Guy de Maupassant (1850-1893), schrijver
- Claude Mauriac (1914-1996), schrijver en journalist
- Jean Mauriac (1924-2020), schrijver en journalist
- George du Maurier (1834-1896), Brits auteur en tekenaar
- Maximilienne (1884-1978), actrice
- Mélusine Mayance (1999), actrice
- René Mayer (1895-1972), politicus
- Kylian Mbappé (1998), voetballer
- Henri Meilhac (1831-1897), toneelschrijver en librettist van opera's en operettes
- Quentin Meillassoux (1967), filosoof
- Maé-Bérénice Méité (1994), kunstschaatsster
- Souahilo Meïté (1994), voetballer
- Georges Méliès (1861-1938), filmpionier en goochelaar
- Monique Mélinand (1916-2012), actrice
- Gilbert Melki (1958), acteur
- Jean-Pierre Melville (1917-1973), filmregisseur
- Pierre Mendès France (1907-1982), politicus
- Sébastien Mercier (1740-1814), schrijver en politicus
- Prosper Mérimée (1803-1870), schrijver, archeoloog en historicus
- Noémie Merlant (1988), actrice
- Cléo de Mérode (1875-1966), variétédanseres en ballerina
- Charles Meryon (1821-1868), etser, schilder en tekenaar
- Victorine Meurent (1844-1927), kunstschilderes en schildersmodel
- Jean Meyer (1914-2003), acteur, regisseur en dramaturg
- Jean-Claude Mézières (1938-2022), stripauteur
- Jules Michelet (1798-1874), historicus
- Marie-Louise Mignot (1712-1790), of Madame Denis, toneelschrijfster, briefschrijfster, levenspartner van Voltaire
- Christian Millau (1928-2017), schrijver en journalist en gastronomisch criticus
- Alexandre Millerand (1859-1943), president (1920-1924)
- Claude Miller (1942-2012), filmregisseur
- Eddy Mitchell (1942), zanger en acteur
- Frédéric Mitterrand (1947-2024), journalist, scenarioschrijver, documentairemaker en politicus
- Amedeo Modigliani (1884-1920), Italiaans kunstschilder en beeldhouwer
- Gaston Modot (1887-1970), acteur
- Henri Moissan (1852-1907), chemicus en Nobelprijswinnaar (1906)
- Molière (1622-1673), dramaturg en toneelschrijver
- Albert I (1848-1922), vorst van Monaco
- Antoinette van Monaco (1920-2011)
- Jérémie Mondon, houseproducer
- Claude Monet (1840-1926), kunstschilder
- Gaël Monfils (1986), tennisser
- Jacques Monod (1910-1976), biochemicus, auteur en Nobelprijswinnaar (1965)
- Louise Monot (1981), actrice
- Germaine Montero (1909-2000), zangeres en actrice
- Robert de Montesquiou (1855-1921), schrijver, dichter, essayist en dandy
- Pierre Monteux (1875-1964), orkestdirigent
- Henry de Montherlant (1896-1972), schrijver
- Paul Morand (1888-1976), schrijver, dichter en diplomaat
- Gustave Moreau (1826-1898), symbolistisch schilder
- Jeanne Moreau (1928-2017), actrice
- Gérard Mordillat (1949), schrijver en filmregisseur
- Jim Morrison (1943-1971), Amerikaans zanger, dichter en tekstschrijver
- Yan Morvan (1954-2024),  fotojournalist en portretfotograaf
- Catherine Mouchet (1959), actrice
- Stéphane Moulin (1967), voetballer
- Luc Moullet (1937), filmregisseur
- Chazia Mourali (1963), Nederlands televisiepresentatrice
- Henry Murger (1822-1861), schrijver en dichter
- Alfred de Musset (1810-1857), dichter en (toneel)schrijver

## N
- Samy Naceri (1961), acteur

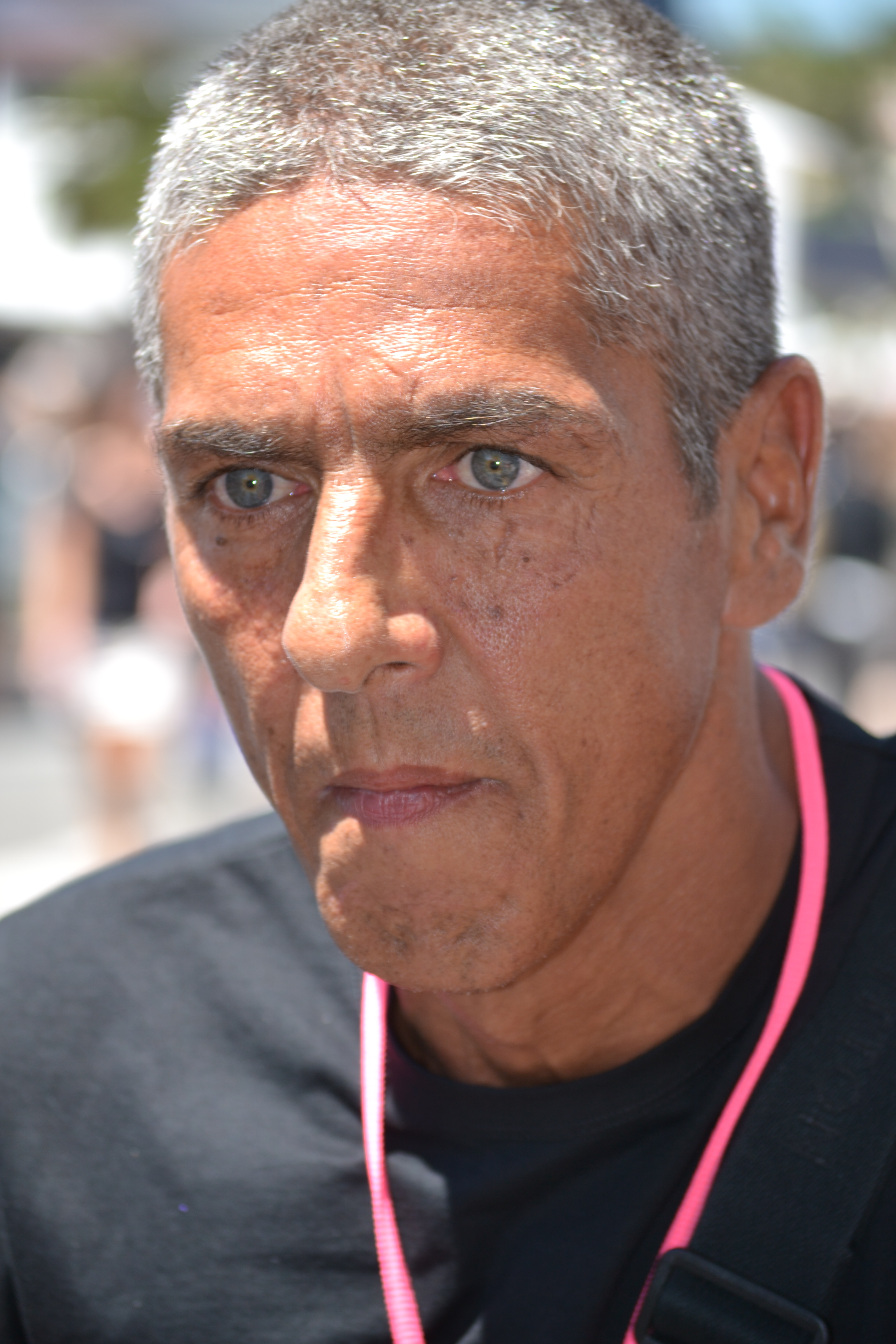
Acteur Samy Naceri (1961)

- Félix Nadar (pseudoniem van Gaspard-Félix Tournachon) (1820-1910), fotograaf, schrijver, tekenaar, journalist en ballonvaarder
- Maurice Nadeau (1911-2013), schrijver, criticus en uitgever
- Jacques Nathan Garamond (1910-2001), beeldend kunstenaar
- Jean-Marc Nattier (1685-1766), kunstschilder
- Alfred N'Diaye (1990), Senegalees-Frans voetballer
- Loïc Nego (1991), Hongaars voetballer
- Gérard de Nerval (1808-1855), schrijver
- Ginette Neveu (1919-1949), violiste
- Adama Niane (1966-2023), acteur
- Jacqueline Marguerite van Nie (1897-1983), Nederlands beeldend kunstenaar
- Roger Nimier (1925-1962), schrijver
- Anna de Noailles (1876-1933), schrijfster van Roemeense afkomst
- Édouard Noetzlin (1848-1935), Zwitsers bankier
- Pierre Nora (1931-2025), historicus
- Arnaud Nordin (1998), voetballer
- Émile Nouguier (1840-1897), ingenieur en architect
- François Nourrissier (1927-2011), journalist en schrijver

## O
- Jacques Offenbach (1819-1880), componist en cellist
- Georges Ohnet (1848-1918), journalist en toneel- en romanschrijver
- Kévin Olimpa (1988), Martinikaans voetballer
- Fernande Olivier (1881-1966), kunstenares en model (van Pablo Picasso)
- Claude Ollier (1922-2014), schrijver
- Hervin Ongenda (1995), voetballer
- Prince Oniangué (1988), voetballer
- Karel van Orléans (1394-1465), hertog van Orleans
- Lodewijk I van Orléans (1372-1407), hertog van Orleans
- Érik Orsenna (1947), auteur
- Alphonse Osbert (1857-1939), kunstschilder
- Kassoum Ouattara (2004), voetballer
- Célina Ould Hocine (2001), voetbalster
- Gérard Oury (1919-2006), filmregisseur
- Jean Ozenne (1898-1969), acteur
- François Ozon (1967), filmregisseur en scenarioschrijver

## P

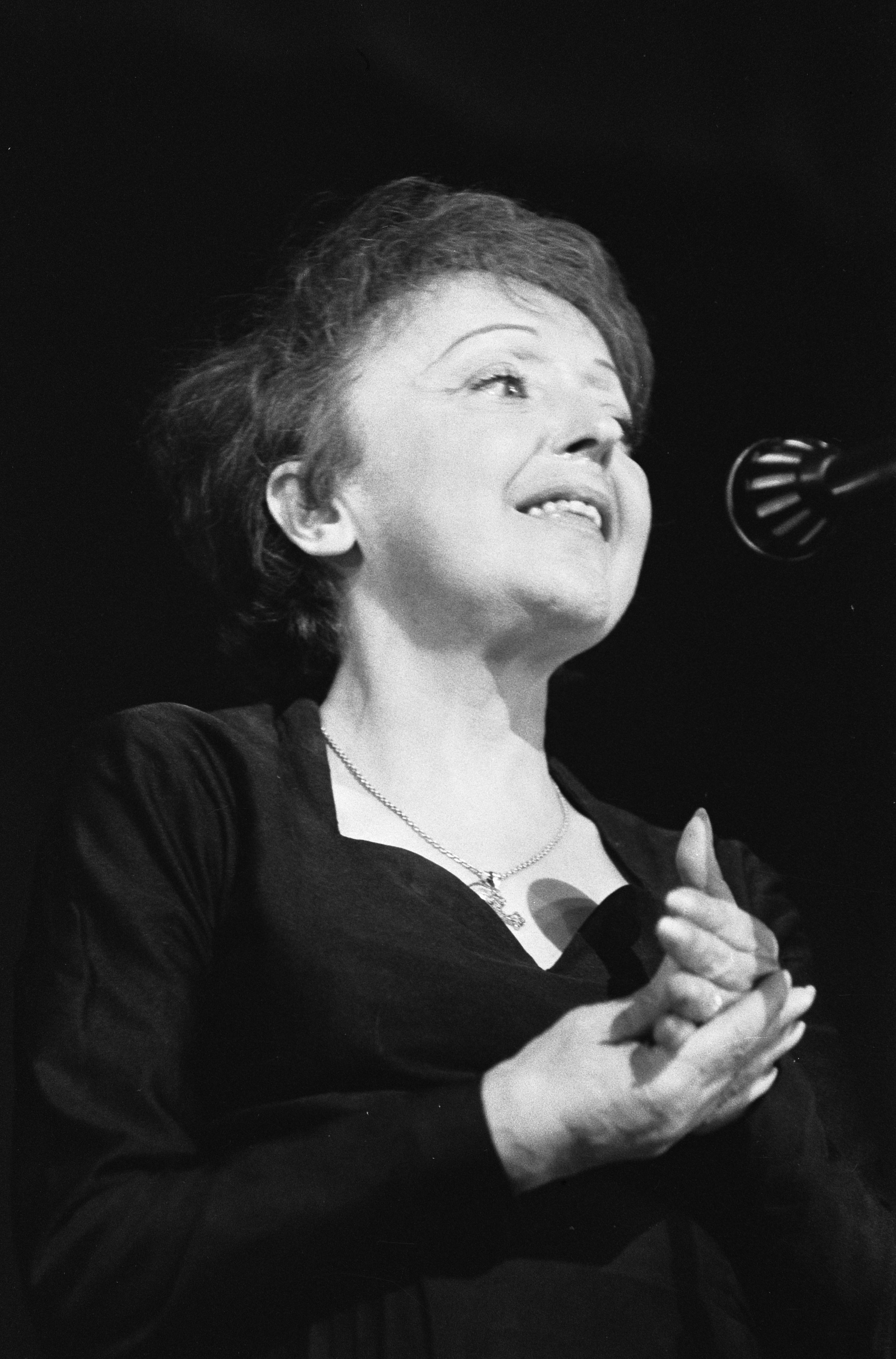
Chansonnière Édith Piaf (1915-1963)

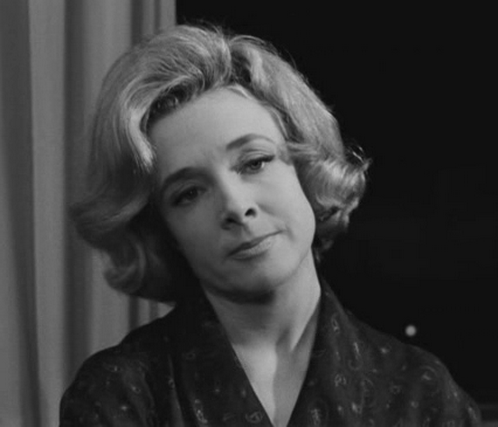
Actrice Micheline Presle (1922-2024)

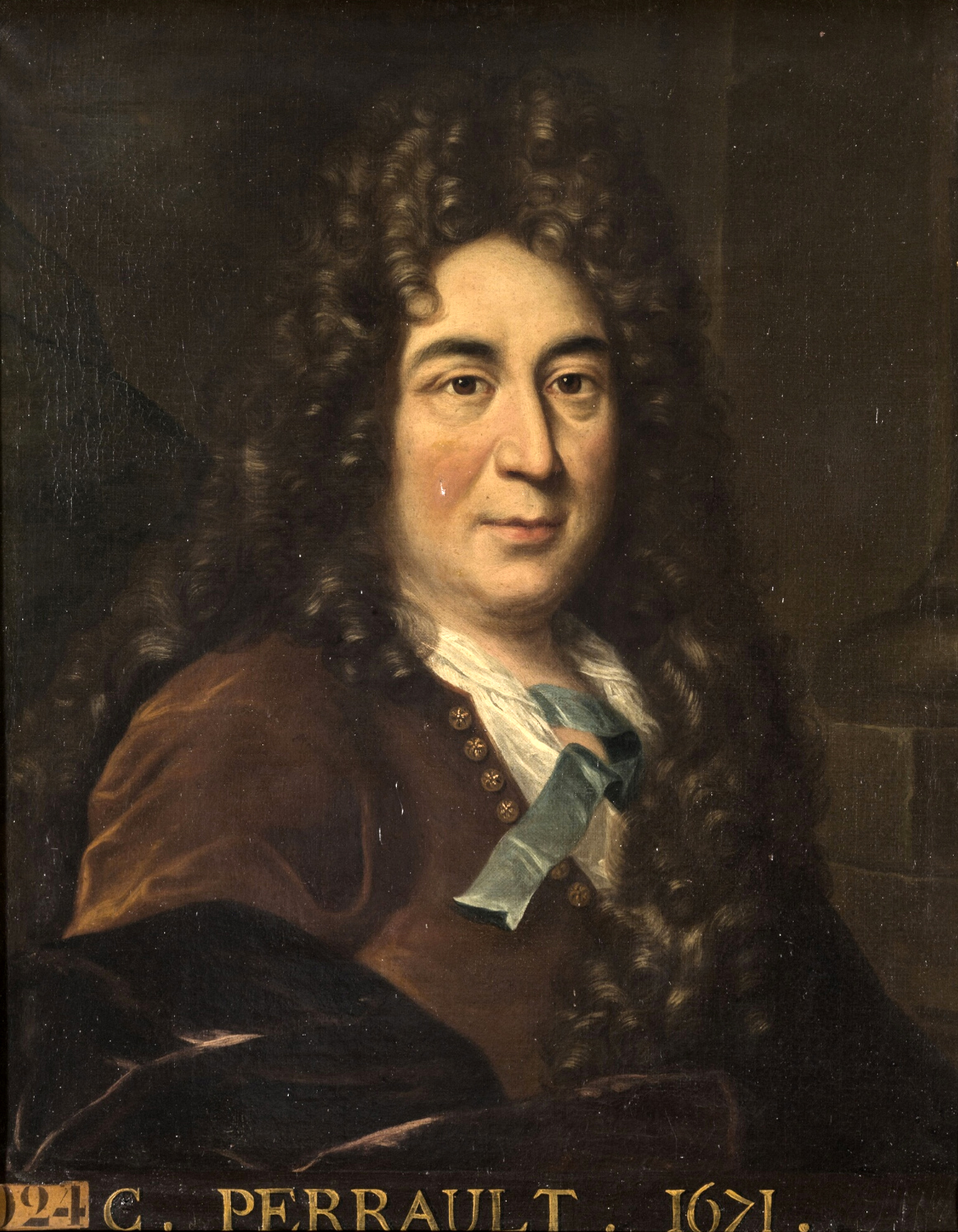
Schrijver Charles Perrault (1928-1703)

- Geneviève Page (1927-2025), actrice
- Paul Painlevé (1863-1933), wiskundige en politicus
- Pierre Palau (1883-1966), acteur
- Maurice Paléologue (1859-1944), diplomaat, schrijver en historicus
- René Panhard (1841-1908), ingenieur (automerk Panhard)
- Mila Parély (1917-2012), Franse actrice van Poolse afkomst
- Roger Parent (1881-1986), kunstschilder, graficus en beeldhouwer
- Vilfredo Pareto (1848-1923), Italiaans econoom
- Anne Parillaud (1960), actrice
- Jean-Claude Pascal (1927-1992), zanger
- Frédéric Passy (1822-1912), parlementariër, humanist, econoom en Nobelprijswinnaar (1901)
- Patachou (1918-2015), zangeres en actrice
- Marie-Claire Pauwels (1945-2011), journaliste
- Robert Péguy (1883-1968), filmregisseur, scenarist en acteur
- Michel Peissel (1937-2011), etnoloog, tibetoloog, onderzoeker en schrijver
- Fernand Pelez (1848-1913), kunstschilder
- François Périer (1919-2002), acteur
- Charles Perrault (1628-1703), schrijver van sprookjes
- Gilles Perrault (1931-2023), schrijver en journalist
- Jacques Perrin (1941-2022), acteur, regisseur en filmproducent
- François Perrot (1924-2019), acteur
- Rodrigo Pessoa (1972), springruiter
- Jean-Raymond de Petity (1724-1780), priester en encyclopedist
- Sonia Petrovna (1952), actrice en balletdanseres
- Édith Piaf (1915-1963), chansonnière
- Francis Picabia (1879-1953), kunstschilder
- Ernest Picard (1821-1877), advocaat en politicus
- Pablo Picasso (1881-1973), Spaans kunstschilder, tekenaar, beeldhouwer, grafisch kunstenaar en keramist
- Michel Piccoli (1925-2020), acteur en regisseur
- Claude Piéplu (1923-2006), acteur
- Roger Pierre (1923-2010), acteur
- Jean-Baptiste Pigalle (1714-1785), beeldhouwer
- René-Victor Pilhes (1934-2021), schrijver
- Germain Pilon (1528-1590), beeldhouwer
- Bernardino Piñera Carvallo (1915-2020), Chileens aartsbisschop
- Robert Pintenat (1948-2008), voetballer en voetbalcoach
- Gérard Pirès (1942), filmregisseur
- Didier Pironi (1952-1987), Formule 1-coureur
- Lucien Pissarro (1863-1944), Frans-Brits kunstschilder, letterontwerper en graficus
- Michel Plasson (1933), dirigent
- Raoul Ploquin (1900-1992), filmproducent, scenarist en filmregisseur
- Clémentine Poidatz (1981), actrice
- Jean Poiret (1926-1992), acteur
- Paul Poiret (1879-1944), modeontwerper
- Roman Polański (1933), Pools-Franse acteur en filmmaker
- Antoine Poncet (1928-2022), beeldhouwer
- Hary Poos (1896-1982), Luxemburgs kunstschilder
- Francis Poulenc (1899-1963), componist
- Melvil Poupaud (1973), acteur
- Robert Pouret (1937), filmregisseur
- Vladimir Pozner (1905-1992), Russisch-Frans schrijver en dichter
- Barbara Pravi (1993), zangeres
- Anabelle Prawerman (1963), beachvolleyballer
- Micheline Presle (1922-2024), actrice
- Suzy Prim (1895-1991), actrice
- Marcel Proust (1871-1922), schrijver
- Jean Prouvé (1901-1984), architect en meubel- en industrieel ontwerper
- Sully Prudhomme (1839-1907), schrijver en Nobelprijswinnaar (1901)

## Q
- Hyacinthe-Louis de Quélen (1778-1839), aartsbisschop van Parijs
- Lucio Moreno Quintana (1898-1979), Argentijns diplomaat en rechter

## R

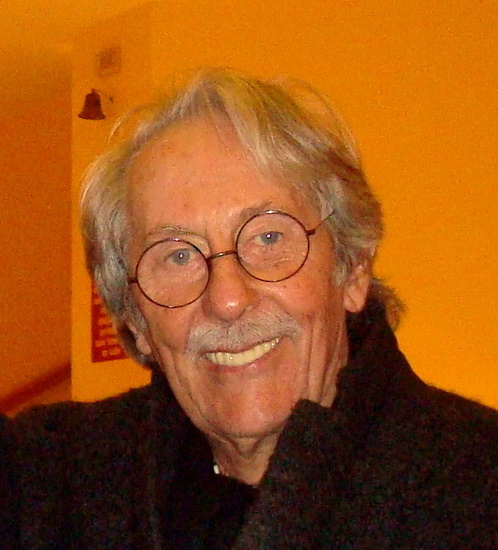
Acteur Jean Rochefort (1930-2017)

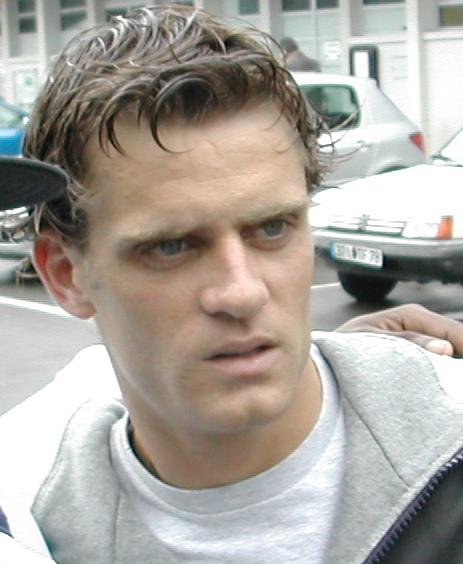
Voetballer Jérôme Rothen (1978)

- Jean-François Raffaëlli (1850-1924), kunstschilder
- Jean-Louis de Rambures (1930-2006), schrijver, journalist, vertaler
- Bernard Rapp (1945-2006), journalist, schrijver, scenarist en filmregisseur
- Maurice Ravel (1875-1937), componist
- Bartolomeo Rastrelli (1700-1771), Russisch-Italiaans architect
- Renaud (1952), zanger
- Madeleine Renaud  (1900-1994), actrice
- Jean Renoir (1894-1979), filmregisseur
- Pierre Renoir (1885-1952), acteur
- Christophe Revault (1972-2021), voetballer
- Yasmina Reza (1959), schrijfster en actrice
- kardinaal de Richelieu (1585-1642), geestelijke, edelman en staatsman
- Charles Richet (1850-1935), fysioloog en Nobelprijswinnaar (1913)
- Isaac de Rivaz (1752-1828), politicus en uitvinder
- Hubert Robert (1733-1808), kunstschilder, tuinarchitect en inrichter van interieurs
- Tony Robert-Fleury (1837-1911), kunstschilder
- Madeleine Robinson (1917-2004), actrice
- Henri-Pierre Roché (1879-1959), schrijver, journalist, criticus en kunstverzamelaar
- Christiane Rochefort (1917-1998), schrijfster
- Jean Rochefort (1930-2017), acteur
- Auguste Rodin (1840-1917), beeldhouwer
- Manon Roland (1754-1793), revolutionaire, salonnière en schrijfster
- Willy Ronis (1910-2009), fotograaf
- Françoise Rosay (1891-1974), actrice
- Jean Rostand (1894-1977), bioloog, essayist, moraalfilosoof en wetenschapshistoricus
- Joseph Roth (1894-1939), Oostenrijks journalist en schrijver
- Jérôme Rothen (1978), voetballer
- Georges Rouault (1871-1958), expressionistische en fauvistische kunstschilder
- Jean Rouch (1917-2004), filmregisseur en etnoloog
- Théodore Rousseau (1812-1867), kunstschilder (School van Barbizon)
- Jean-Paul Roussillon (1931-2009), acteur en toneelregisseur
- Claude Roy (1915-1997), schrijver en journalist
- Émile-Jacques Ruhlmann (1879-1933), meubelontwerper en interieurarchitect
- Sonia Rykiel (1930-2016), modeontwerpster

## S

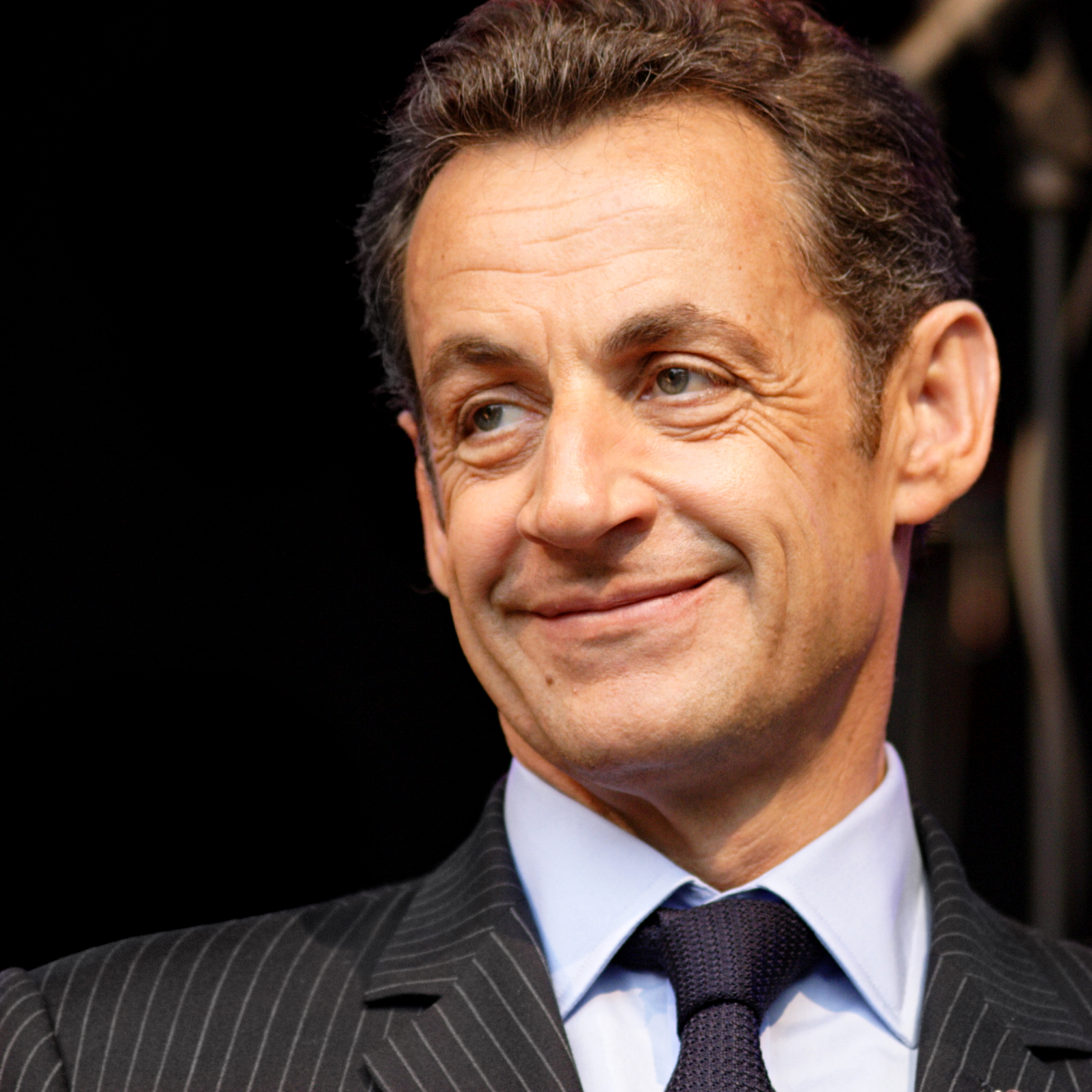
President Nicolas Sarkozy (1955)

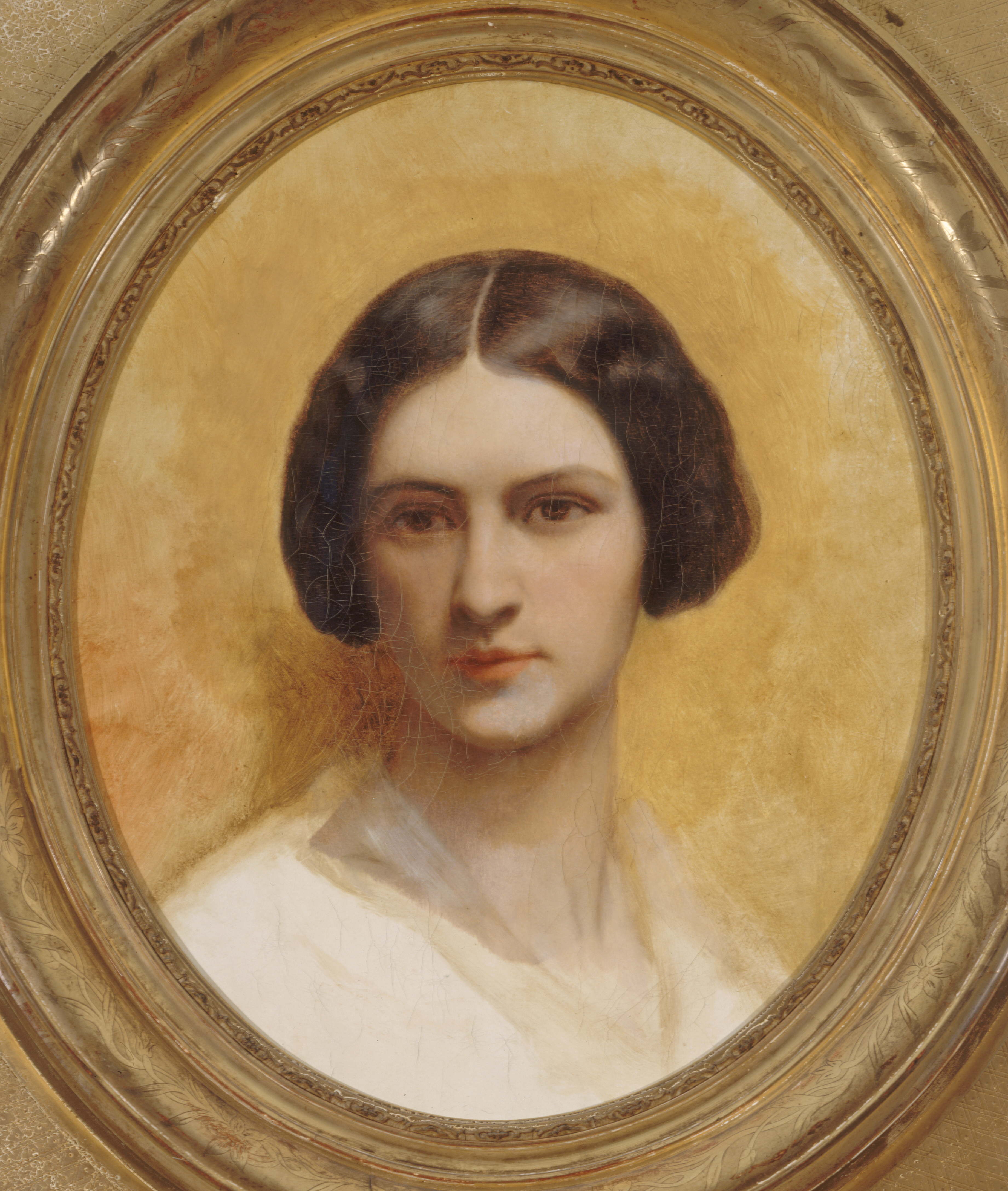
Beeldend kunstenaar Cornelia Scheffer (1830-1899)

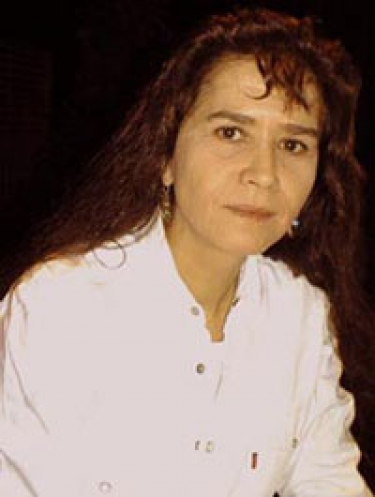
Actrice Maria Schneider (1952-2011)

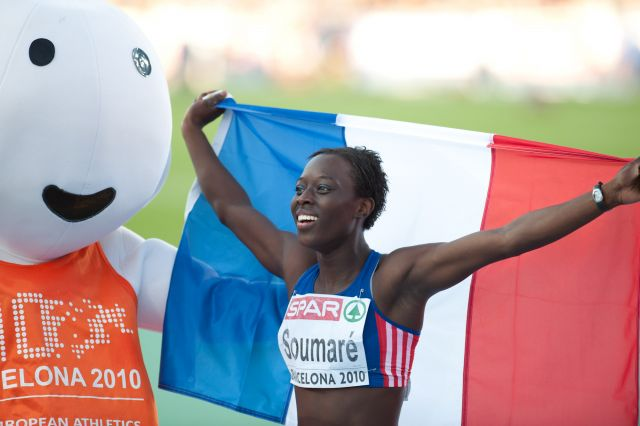
Atlete Myriam Soumaré (1986)

- Robert Sabatier (1923-2012), schrijver
- Marquis de Sade (1740-1814), schrijver en filosoof
- Marie-Nicolas Saulnier de La Pinelais (1836-1916), schilder
- Antoine-Isaac Silvestre de Sacy (1758-1838), taalkundige en oriëntalist
- Camille Saint-Saëns (1835-1921), componist en organist
- Claude Henri de Saint-Simon (1760-1825), hervormingsdenker
- Jean-Paul Salomé (1960), filmregisseur
- George Sand (1804-1876), schrijfster en feministe
- Dominique Sanda (1948), actrice
- Rogelio Salmona (1929-2007), architect
- Thiniba Samoura (2004), voetbalster
- Michel Sardou (1947), zanger
- Nicolas Sarkozy (1955), president van Frankrijk (2007-2012)
- Marielle Lebel de Sarnez (1951-2021), politica
- Jean-Paul Sartre (1905-1980), filosoof, schrijver en Nobelprijswinnaar (1964)
- Erik Satie (1866-1925), componist
- Jean-Pierre Sauvage (1944), scheikundige en Nobelprijswinnaar (2016)
- Dany Saval (1942), actrice
- Eugenius van Savoye (1663-1736), van oorsprong Franse generaal in dienst van de Habsburgse monarchie
- Georg Ernst von Sayn-Wittgenstein-Berleburg (1735-1792), graaf, generaal in koninklijke Franse dienst
- Jean-Louis Scherrer (1935-2013), modeontwerper
- Maria Schneider (1952-2011), actrice
- Édith Scob (1937-2019), actrice
- Eugène Scribe (1791-1861), toneelschrijver
- Emmanuelle Seigner (1966), actrice
- Mathilde Seigner (1968), actrice
- Étienne Pivert de Senancour (1770-1846), schrijver
- Paul de Senneville (1933-2023), componist en muziekproducent
- Coline Serreau (1947), filmregisseur
- Paul Sérusier (1863-1927), kunstschilder
- Jean-Jacques Servan-Schreiber (1924-2006), schrijver, publicist en journalist
- Georges Seurat (1859-1891), kunstschilder
- Séverine (1948), zangeres
- Léa Seydoux (1985), actrice
- Cornelia Scheffer (1830-1899), beeldend kunstenaar
- Paul Signac (1863-1935), kunstschilder
- André Simon (1920-2012), autocoureur
- Sinik (1980), rapper
- Alfred Sisley (1839-1899), kunstschilder
- George Sluizer (1932-2014), Nederlands filmregisseur, producer en schrijver
- Yeardley Smith (1964), actrice en stemactrice
- Lota de Macedo Soares (1910-1967), Braziliaanse landschapsarchitecte
- William Somerset Maugham (1874-1965), Brits schrijver
- Myriam Soumaré (1986), atlete
- Camille de Soyécourt (1757-1849), non
- Georges Speicher (1907-1978), wielrenner
- Madame de Staël (1766-1817), Frans-Zwitsers schrijfster en literaire salongastvrouw
- Philippe Starck (1949), ontwerper van interieurs en gebruiksvoorwerpen
- Aimée Stitelmann (1925-2004), Zwitserse vluchtelingenhelpster, pedagoge en onderwijzeres
- Stone (Annie Gautran) (1947), zangeres (o.a. Stone & Charden)
- Pierre Sudreau (1919-2012), politicus
- Amélie Suard (1743-1830), salonnière en schrijfster
- Jean Baptiste Antoine Suard (1732-1817), journalist en essayist, permanent secretaris van de Académie française, echtgenoot van voorgaande
- Eugène Sue (1804-1857), schrijver
- Georges Suffert (1927-2012), journalist en schrijver
- Mauritius van Sully (12e eeuw), bisschop van Parijs en bouwheer van de Notre-Dame van Parijs
- Tomás Svoboda (1939-2022), Tsjechisch-Amerikaans componist, muziekpedagoog en dirigent
- Sylvie (1883-1970), actrice

## T

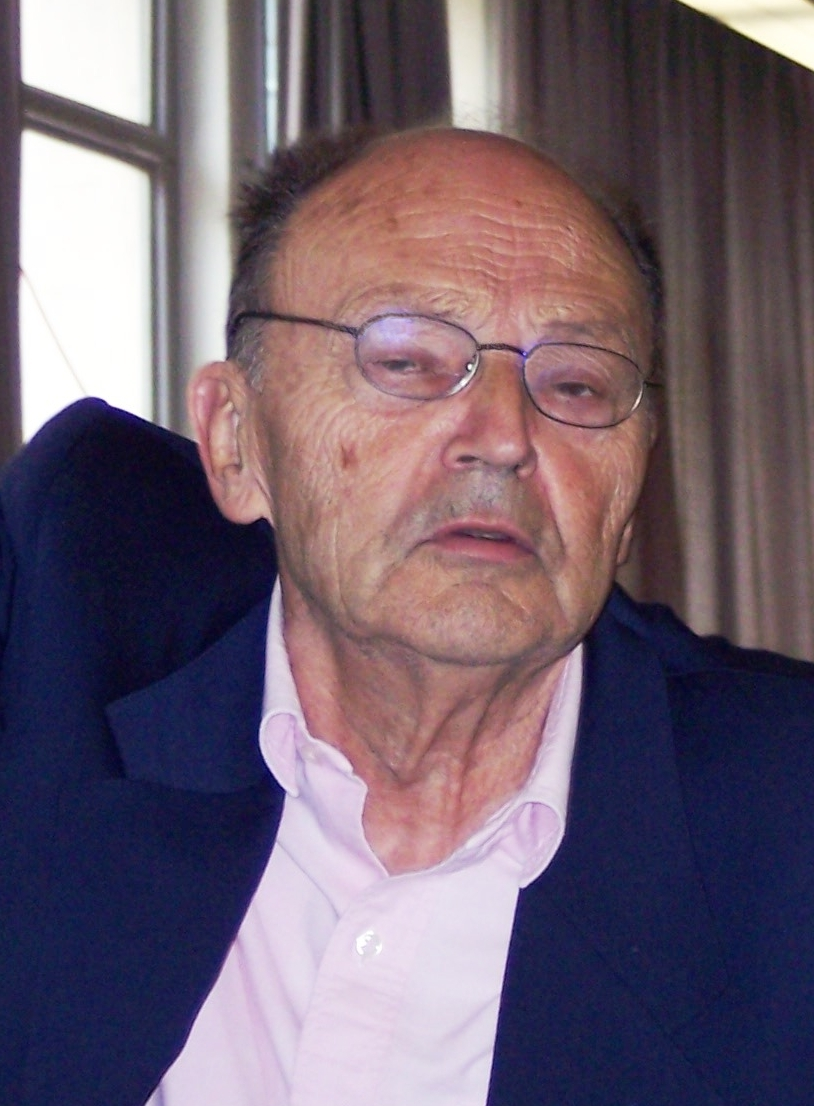
Schrijver Michel Tournier (1924-2016)

- Wiliam Tai (Malik) (1948-2020), Belgisch striptekenaar
- Pierre Taittinger (1887-1965), politicus
- Pierre-Christian Taittinger (1926-2009), politicus (zoon van Pierre)
- Charles-Maurice de Talleyrand (1754-1838), diplomaat
- Alexandre Angélique de Talleyrand-Périgord (1736-1821), politicus, kardinaal en aartsbisschop van Parijs
- Patrick Tambay (1949-2022), autocoureur
- Teddy Tamgho (1989), hink-stap-springer
- Yves Tanguy (1900-1955), kunstschilder
- Bernard Tapie (1943-2021), zakenman en politicus
- André Tardieu (1876-1945), politicus
- Jean Tarride (1901-1980), acteur en filmregisseur
- Jean-Baptiste Tavernier (1605-1689), Baron de Abonne, ontdekkingsreiziger en juwelier
- Pierre Tchernia (1928-2016), televisie-animator en filmregisseur
- Valentine Tessier (1892-1981), actrice
- Sylvain Tesson (1972), schrijver en reiziger

- Henri Texier (1945), contrabassist en componist
- Nicolas Tikhomiroff (1927-2016), Frans-Russisch fotograaf
- Jean Tissier (1896-1973), acteur
- Karl Toko Ekambi (1992), voetballer
- Eric Toledano (1971), filmregisseur, scenarist, dialoogschrijver en acteur
- Fernand de La Tombelle (1854-1928), componist, organist
- Patrick Topaloff (1944-2010), zanger, acteur en komiek
- Jean Topart (1922-2012), acteur
- Henri de Toulouse-Lautrec (1864-1901), kunstschilder, graficus en lithograaf
- Jacques Tourneur (1904-1977), filmregisseur
- Maurice Tourneur (1876-1961), filmregisseur
- Michel Tournier (1924-2016), schrijver
- Coralie Trinh Thi (1976), pornoactrice, filmregisseur en schrijfster
- Marie Trintignant (1962-2003), actrice
- Flora Tristan (1803-1844), schrijfster, socialistische militante en feministe
- François Truffaut (1932-1984), filmregisseur

## U
- Maurice Utrillo (1883-1955), kunstschilder

## V

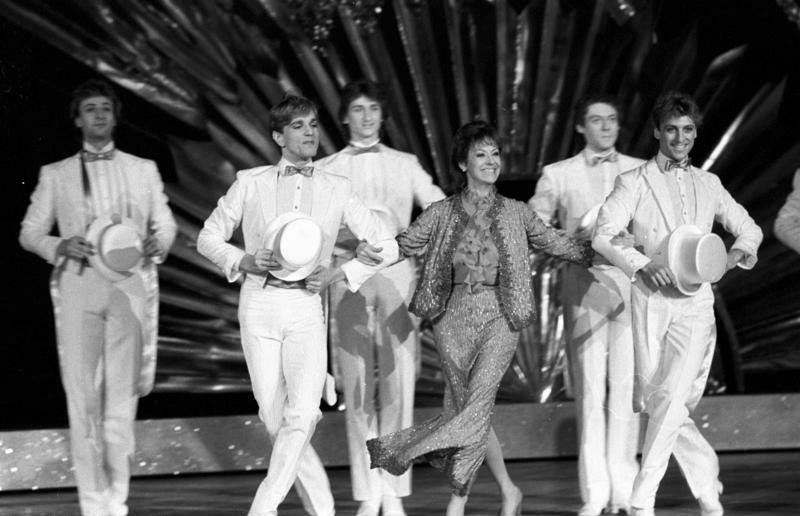
Frans-Italiaanse zangeres Caterina Valente (1931-2024)

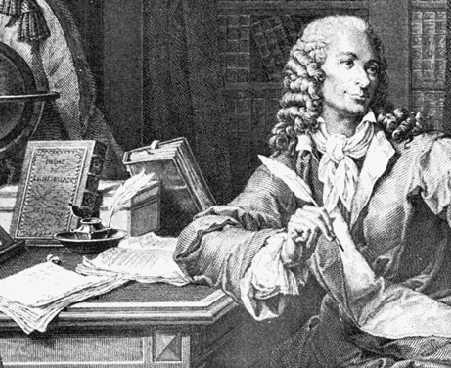
Filosoof, schrijver en essayist Voltaire (1694-1778)

- Marine Vacth (1991), mannequin en actrice
- Roger Vadim (1928-2000), filmregisseur
- Caterina Valente (1931-2024), Frans-Italiaanse zangeres
- Simone Valère (1921-2010), actrice
- Catharina van Valois (1401-1437), koningin van Engeland
- Alexandre-Théophile Vandermonde (1735-1796), violist, scheikundige en wiskundige
- Edmond van Daële (1884-1960), acteur
- Georges van Parys (1902-1971), film- en operettecomponist
- Hélène van Zuylen (1863-1947), schrijfster
- Edgar Varèse (1883-1965), Frans-Amerikaans componist
- Fred Vargas (1957), historica, archeologe en schrijfster
- François Vautier (1589-1652), koninklijk lijfarts
- Louis Vauxcelles (1870-1945), kunstcriticus, bedenker van de termen kubisme, tubisme en fauvisme
- Dominique Venner (1935-2013), historicus en schrijver
- Ray Ventura (1908-1979), singer-songwriter, acteur en orkestleider
- Marie Versini (1940-2021), actrice
- Odile Versois (1930-1980), actrice
- Michel Vianey (1930-2008), film- en televisieregisseur en schrijver
- Pauline Viardot-García (1821-1910), Spaans-Franse componiste en mezzosopraan
- Jimmy Vicaut (1992), atleet
- Pierre Vidal-Naquet (1930-2006), geschiedkundige
- Louis Vierne (1870-1937), componist en organist
- Élisabeth Vigée-Le Brun (1755-1842), schilderes
- Jean Vigo (1905-1934), filmregisseur
- Hervé Vilard (1946), zanger
- Hervé Villechaize (1943-1993), acteur
- Gérard de Villiers (1929-2013), schrijver, journalist en uitgever
- François Villon (1431-na 1463), dichter en crimineel
- André Vingt-Trois (1942-2025), kardinaal
- Eugène Viollet-le-Duc (1814-1879), architect, restaurateur en architecttheoreticus
- Antoine Vitez (1930-1990), theaterregisseur en -pedagoog, acteur
- Maurice de Vlaminck (1876-1958), kunstschilder en graficus
- Nicolas Vleughels (1668-1737), kunstschilder en kunstacademiedirecteur
- Vladimir Volkoff (1932-2005), Frans schrijver van Russische afkomst
- Voltaire (1694-1778), filosoof, schrijver en essayist
- Laurent Voulzy (1948), zanger
- Diana Vreeland (1903-1989), Amerikaans modejournalist

## W

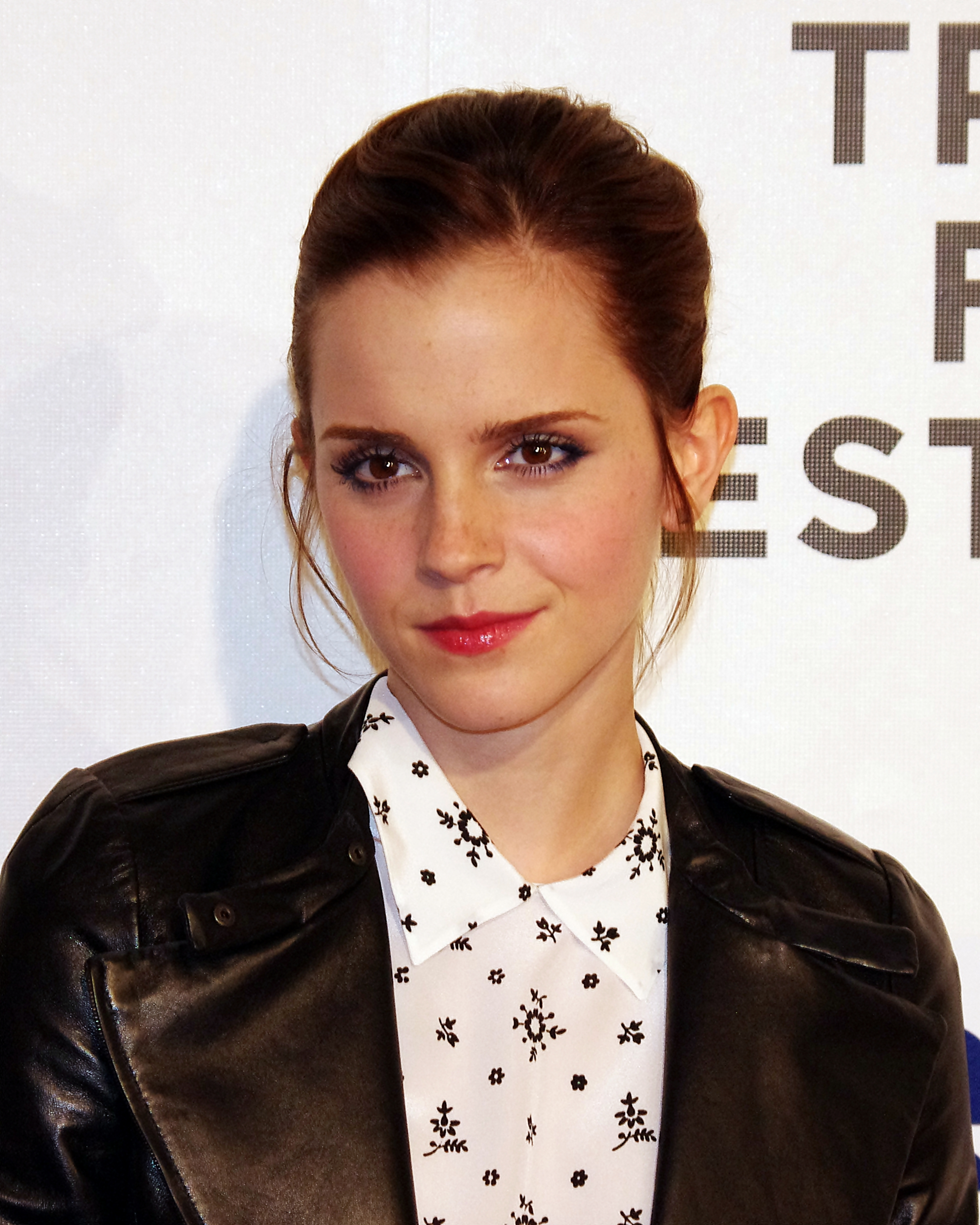
Brits actrice Emma Watson (1990)

- Daniël Wayenberg (1929-2019), Nederlands pianist en componist
- Emma Watson (1990), Brits actrice
- Berthe Weill (1865-1951), kunsthandelares
- Jean Wiener (1896-1982), (film)componist en pianist
- Oscar Wilde (1854-1900), Iers toneelschrijver, schrijver, dichter en estheet
- Alice Winocour (1976), filmregisseuse en scenarioschrijfster
- Pedro Winter (1975), electro/house dj, producer

## Y
- Yannick (1978), rapper
- Gabriel Yacoub (1952-2025), muzikant, liedjesschrijver en beeldend kunstenaar

## Z
- Yoram Zague (2006), voetballer

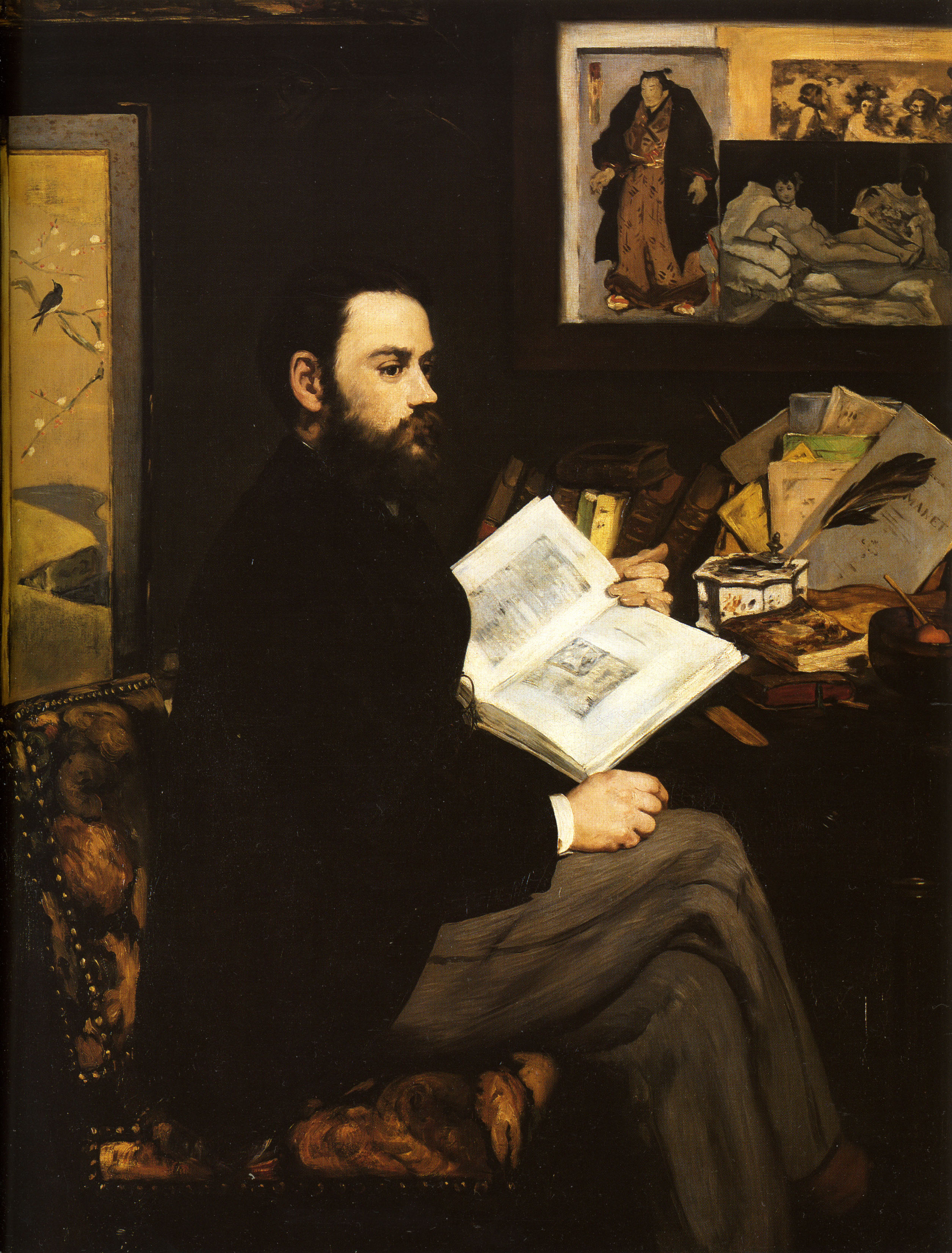
Schrijver en pamflettist Émile Zola (1840-1902) door Manet

- Dominique Zardi (1930-2009), acteur
- Jonathan Zebina (1978), voetballer
- Florian Zeller (1979), auteur, scenarioschrijver en regisseur
- Claude Zidi (1934), filmregisseur
- Rebecca Zlotowski (1980), filmregisseuse en scenarioschrijfster
- Salome Zoerabisjvili (1952), Georgisch politica (president)
- Émile Zola (1840-1902), schrijver en pamflettist
- Gaetano Giulio Zumbo (1656-1701), abt en kunstenaar van wassen beelden
- Elsa Zylberstein (1968), actrice